# 阿美士德使团
阿美士德使团（英語：Amherst embassy）是由阿美士德勳爵率领、继馬戛爾尼使團后英国派往中国的第二个使团。英国派遣使团的直接原因是为了解决脱利斯号所引起的中英贸易争端，而使团的目的是通过觐见当时的嘉庆皇帝改善中英关系、促进英国在华的贸易利益。使团在1816年2月出发，7月初抵达广东并和英国东印度公司广州商馆會合，8月初抵达天津。由于阿美士德使团仍然秉承马戛尔尼使团的外交对等原则，从始至终都拒绝向皇帝行三跪九叩之禮，为此与清朝君臣抗辩数日，结果使团在抵达北京的8月29日当天遭嘉庆遣返；使团离去后，嘉庆更是下谕旨要求英国“嗣後毋庸遣使遠來，徒煩跋涉”。
使团在清朝官员广惠的陪同下，大致沿着马戛尔尼当年的路线南下经由中国内地前往广州，途中所见所闻更是令英国人认识到清朝国力的衰退。如果说马戛尔尼使团是无功而返，那么阿美士德使团就是不欢而散，比起马戛尔尼使团更为失败。嘉庆朝君臣在事后对英国的图谋更为警惕，但却对英国国力国情了解有限，仍旧以贸易作为对英政策的筹码。英国在经历马戛尔尼使团和阿美士德使团的接连失败之后，更加深刻认识到清朝社会经济的现况，以及通过外交途径已经无法改变与中国的关系，因此不再一昧遵从清朝对其设下的各种限制，更加偏向于使用武力维护自身的贸易利益，这也为后来的鸦片战争埋下伏笔。

## 背景

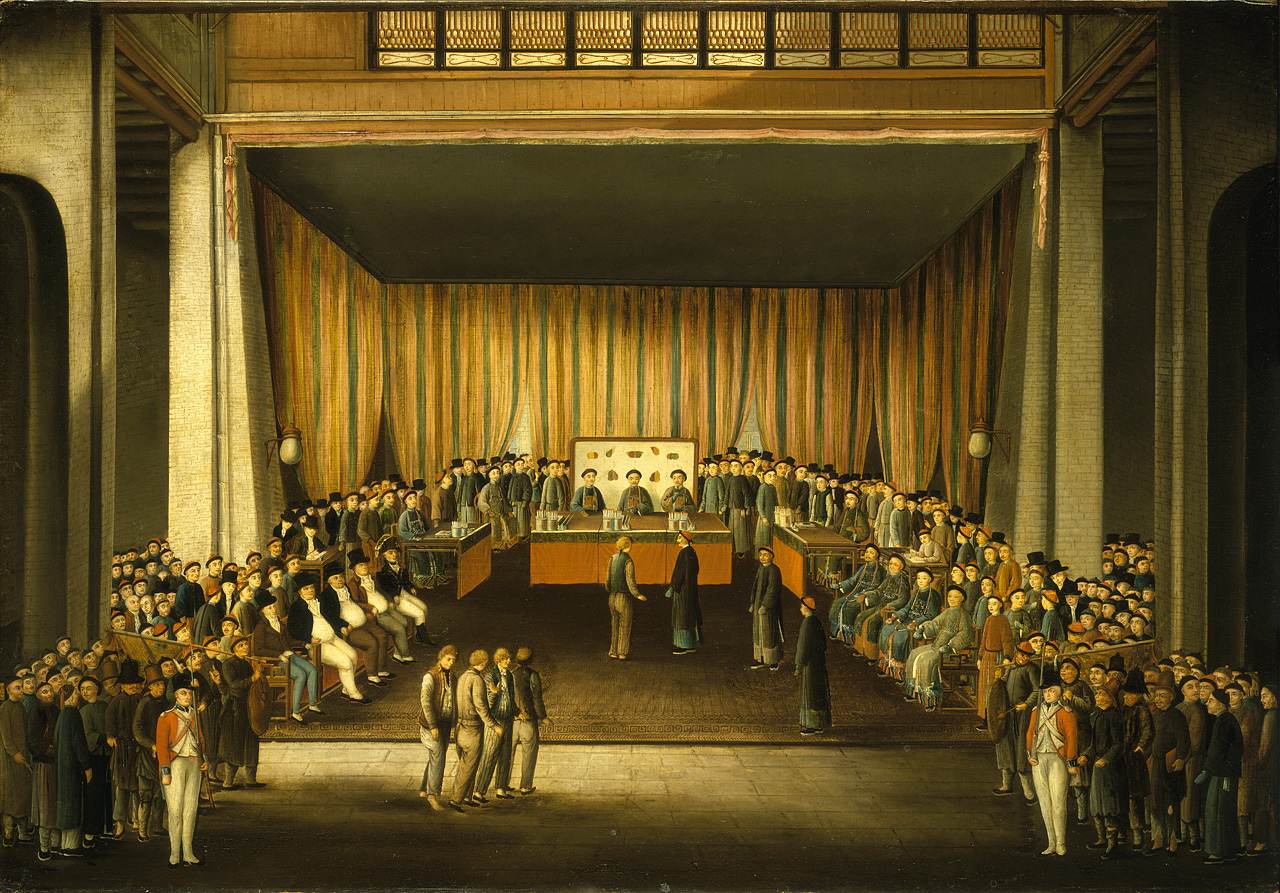
1807年中英双方在广州的东印度公司商馆内会审4名涉嫌殺害1名華人的东印度公司海员

### 清朝国势与对外贸易

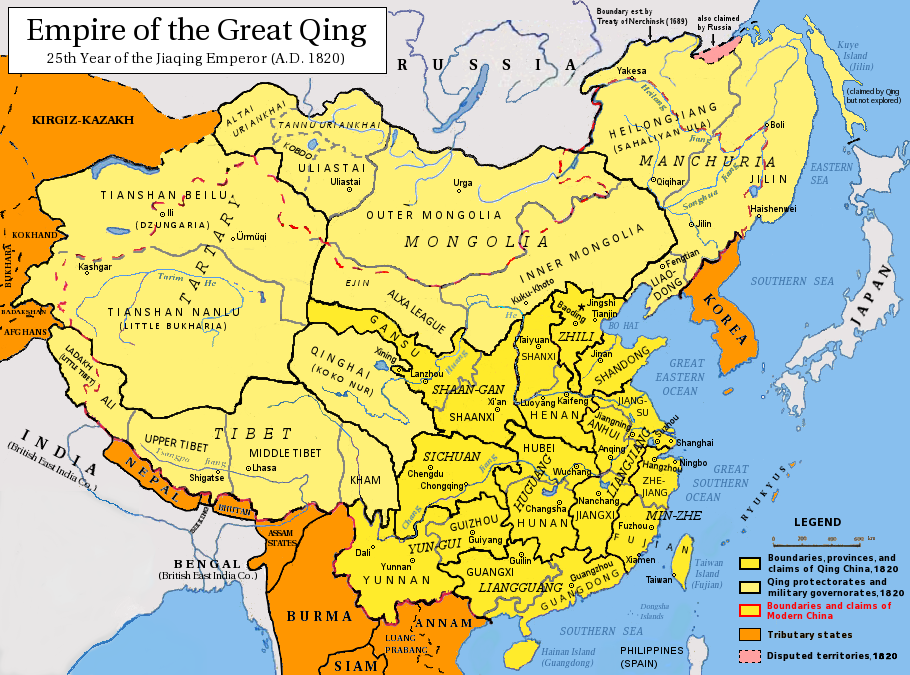
嘉庆年间清朝及周边地图

清朝的国力在乾隆朝后期由盛转衰，普通民众普遍面临贫困和饥饿，民生凋敝又进一步导致社会动荡，民变接踵而至，财政也难以为继。然而自乾隆中后期以来整个统治阶层在皇帝本人的带动下开始由俭向奢转变，以和珅为首的官吏贪墨成风，极力追求物质享受而对国家政治因循守旧、不思进取，无视日益严峻的社会危机。继位的嘉庆作为“守成之君”虽然用尽办法清理吏治，却仍然无法扭转国势渐衰、国库亏空的局面，官员对朝廷的命令往往阳奉阴违、颟顸敷衍，底层书吏在上级的纵容和利益的驱使下目无法纪、肆意妄为。
与此同时，西方列强也逐渐侵蚀清朝的外部环境：俄罗斯则已经侵入满洲，并在中亚扩张，1806年（嘉庆十一年）更是派兵入侵库页岛；英国东印度公司则在1763年控制了印度的广大区域，并进一步向中国边境扩张，至1816年更是控制尼泊尔，进而觊觎西藏——随着外部宗藩被逐一剪除，往昔万国来朝的朝贡体系已经逐渐门庭冷落，清朝自身也岌岌可危。然而，嘉庆朝对于世界局势和自身外交环境的理解，却仍停留在乾隆时期，仍然秉持天朝上国的心态，以为英国只是凭借茶叶贸易兴盛的偏远小国；与此同时，英国经历1793年马戛尔尼访华的失败之后，对华态度悄然发生改变——马戛尔尼本人声称：“清帝国好比是一艘破烂不堪的头等战舰，它之所以在过去一百五十年中没有沉没，仅仅是由于一般幸运的、能干而警觉的军官们的支撑，而它胜过其它邻船的地方，只在它的体积和外表。但是，一旦一个没有才干的人在甲板上指挥，那就不会再有纪律和安全了。”
具体到一口通商的广州，粤海关官吏横征暴敛、索取无度，在清廷三令五申下肆无忌惮地向外商和行商敲诈勒索、索取陋规：外商按当时制度下只能借由行商与广州当局代为沟通，即便在贸易、执法中遇到了明显的不公也无处申诉；行商中因官员勒索而破产者不乏其例，商人因此抗拒加入十三行，行商的日益减少也令十三行体系越来无法应对日益增长的中外贸易。在另一方面，中英茶叶贸易激增导致英国白银大量流失中国，东印度公司为弥补损失放任其船员、大班伙同私商向中国走私鸦片，越来越多的商人绕过了东印度公司和十三行的垄断特权从事非法贸易。在此背景下，东印度公司借着在华合法地位掩护私商的鸦片贸易，与广州当局之间的矛盾也日益加深，双方因为贸易、法律问题摩擦不断。

### 马戛尔尼使团

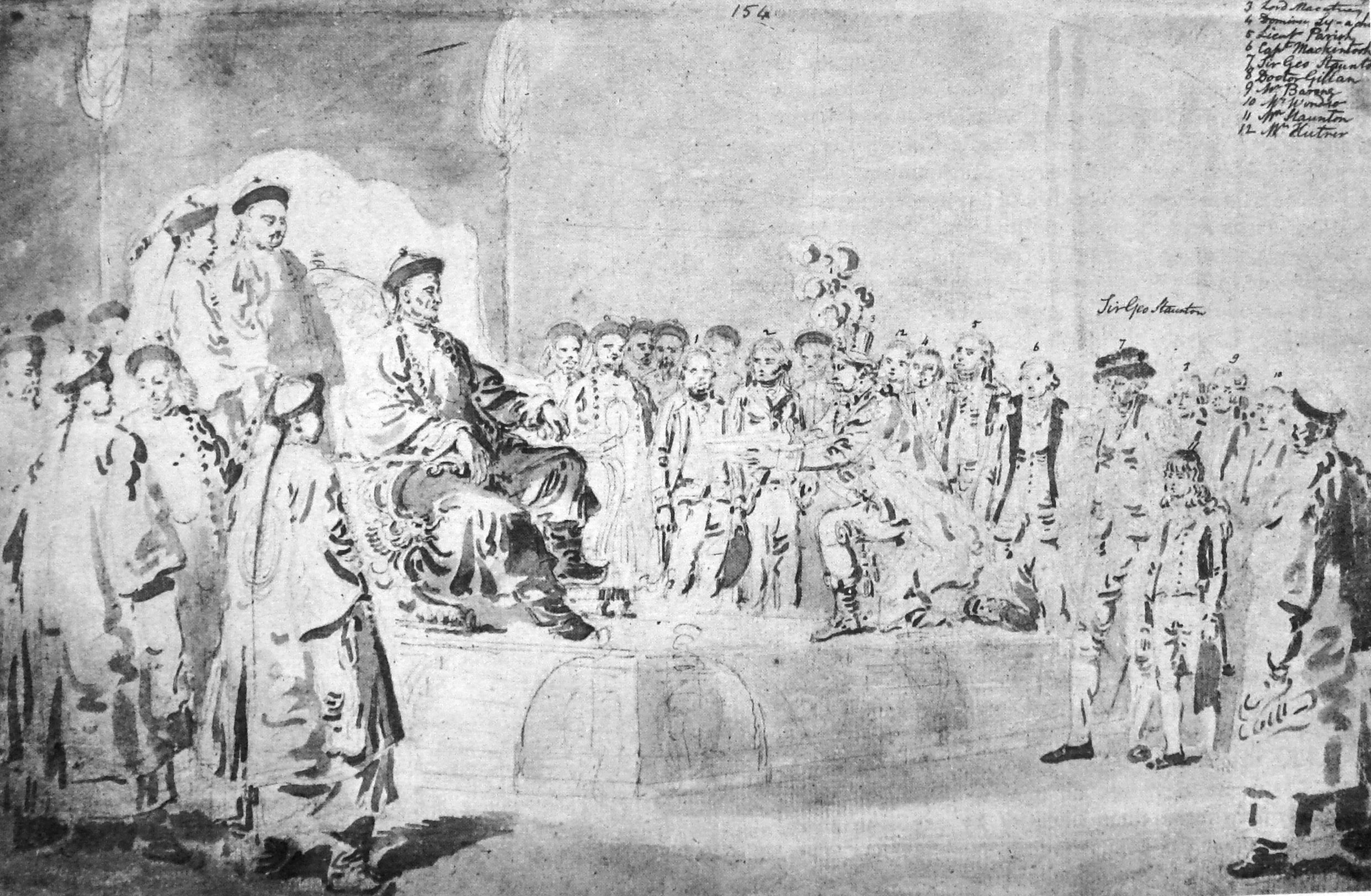
马戛尔尼在众人见证下向乾隆单膝下跪行礼，由随团画家威廉·亚历山大绘制

1792年英国派出马戛尔尼使团访华，使团虽以为乾隆庆寿为名，实际以扩大中英贸易为使命。虽然中英双方对于礼仪问题各执一词，乃至于双方对马戛尔尼觐见乾隆所行的礼节众说纷纭，但使团终归得到了觐见的机会：在宗藩的集体觐见之外，乾隆单独会见了马戛尔尼和斯当东父子，在马戛尔尼觐见之后，和珅又安排乾隆与使团中唯一会说中文的英国人小斯当东交谈，小斯当东还获得了乾隆赏赐的荷包。然而，乾隆对于马戛尔尼所提出的要求全部予以驳回，还对英国心生警觉，“不可不预为之防”，使团希望借由觐见扩大贸易的全部落空。
当马戛尔尼使团回国之后，关于其失败的讨论甚嚣尘上。由于当时欧洲正处于中国热之中，许多人仍然相信启蒙思想家对中国优越性的描述，也有许多人出于对大英帝国的民族自豪感怀疑英国人在中国受到了侮辱，因此使团在舆论压力下不得不撰写一部《英使谒见乾隆纪实》以平息舆论。随着这些资料的陆续出版，越来越多人了解到了中国的现状，例如黑格尔在读过《耶稣会士书信集》和《英使谒见乾隆纪实》后就评价中国“翻来覆去只是一个雄伟的废墟而已……任何进步在那里都无法实现”，中国在欧洲的形象从值得敬佩的理想国变成了需要教训的“半野蛮”国度。
作为使团副使出访的老斯当东原本希望在访华之后作为常驻使节留在北京，却只得悻悻而返；随后，1796年乾隆在禅让之际邀请英国遣使访华，老斯当东却因病不能参加。小斯当东也受到了父亲老斯当东和老师约翰·巴罗的影响，有志于父辈的未竟之业。在剑桥大学三一学院辍学后通过裙带关系在1798年获得了在东印度公司广州商馆工作的机会，仅仅19岁就成为了商馆最年轻的职员。在广州任职期间，小斯当东潜心钻研中国的语言和文化，从1800年开始花费10年心力翻译《大清律例》，成为知名的中国通，但他在1800年、1810年拟定的遣使计划均遭到了公司高层的否定。

### 中英关系持续恶化
工业革命后英国国力与日俱增，试图通过殖民扩张扩大自己在东方的贸易利益。在马戛尔尼使团失败后，英国因拿破仑战争搁置了再次派遣使团的计划，将目光转向盟友葡萄牙治下的葡属澳门，在1802年和1808年两次发兵企图占领澳门，但均以失败告终。1802年，英国第一次试图占领澳门时，在北京司天监任职的葡萄牙传教士索德超和汤士选上禀嘉庆，要求中国政府重视此事，二人指出马戛尔尼使团的野心不止于增加通商口岸，还希望在中国沿海获得岛屿作为居留地，并且英国正是从租地开始逐步侵蚀、最终在1798年（嘉庆三年）吞灭孟加拉。然而嘉庆将二人所述交由官员查核，清廷的官员却认定事系讹传。1808年，英军趁着葡萄牙本土沦陷再度发兵澳门，澳门当局拒绝英军入城并求助于清朝，英军不仅不顾中国的警告接管澳门并派遣舰队抵达广州。英军的举动引得嘉庆龙颜大怒，嘉庆下令封锁澳门交通、中断中英贸易，这导致英国不得不放弃占领澳门，在年底引兵回国，东印度公司广州商馆也向中国政府保证英国战舰不再来华，此后中英恢复贸易。

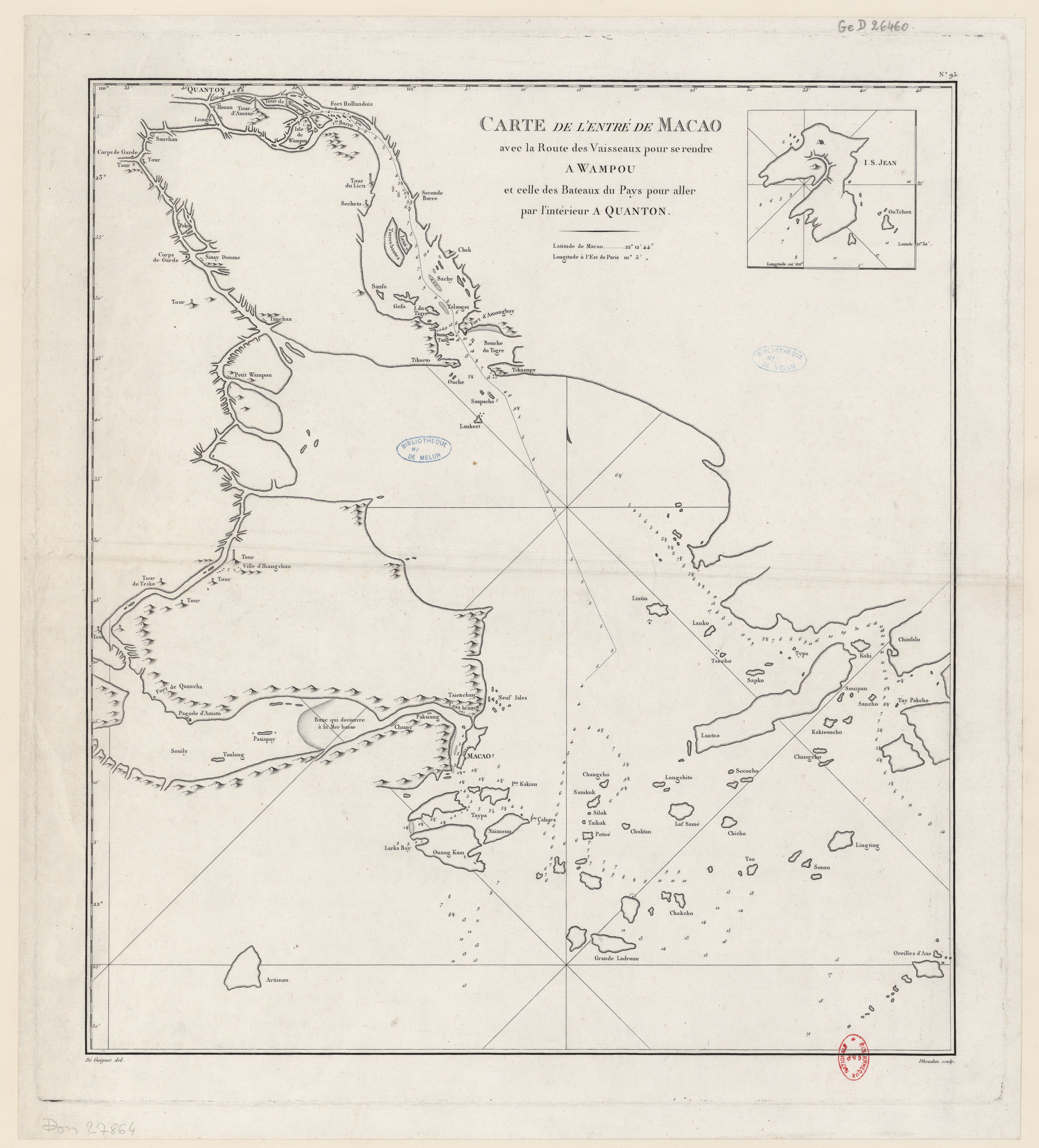
法国人小德金在1808年绘制的澳门及珠江口航道地图

在围绕澳门的博弈结束后，中英关系不仅没有缓和，反而因为一系列事件进一步恶化。首先是发生在1810年的黄亚胜案，官府在不知道确切人犯的情况下要求东印度公司交出凶手、处死涉案海员，并且禁止东印度公司所属的船只出海，这件事不仅令公司广州商馆的大班剌佛被迫离开广州，还有两位行商被处以流刑。而到了1813年，广州当局拒绝允许此前回国“捉拿凶手”的剌佛回到广州，这引发了英国人的强烈不满。随后在1814年，英国国皇家海军脱利斯号来到中国沿海以澳门为基地执行对美国的贸易封锁，企图阻止美国商船进入广州。脱利斯号4月在澳门附近海域俘虏美国商船汉打号，5月又派遣預備船深入虎门，在黄埔附近的珠江江面上追捕逃往广州的美国商船。英军在珠江口的持续封锁，以及无视中国法律在中国管辖水域中攻击、掠夺美国商船的行为无疑触怒了广州当局，广州当局以中断贸易命令东印度公司转令英国海军退出广东水域，但东印度公司以海军不归其管辖为由拒绝，因此双方僵持不下。此前，东印度公司委托了翻译阿耀携带礼物拜访此前曾招待马戛尔尼使团访华、时任军机大臣、后来担任两广总督的松筠，松筠将此事上报嘉庆，阿耀回到广州后在10月4日被当局逮捕。
事后，东印度公司广州商馆宣布主动中断中英贸易，撤出在广州的外商，并且委派小斯當東作为代表要求谈判，如若拒绝则将北上向皇帝“申冤”。广州当局在10月就已经满足了英方的绝大多数要求，但小斯當東在释放阿耀一事上不肯罢休，有意将其作为谈判的砝码改变中英交往的方式，谈判一度因此中断，最终双方在1814年底达成妥协。虽然广州当局公布了有利于英国商人的贸易新规，但广州的外商所感受的压力并没有减少，而作为谈判代表、能够“号令”外商违抗朝廷的小斯当东则受到广州当局和朝廷的仇视。受限于当时的通讯条件，直到1815年10月伦敦《泰晤士报》仍在报道中英贸易中断，这也令伦敦的东印度公司高层认真考虑派遣使团的可能。

## 动议与筹备

### 遣使的动议

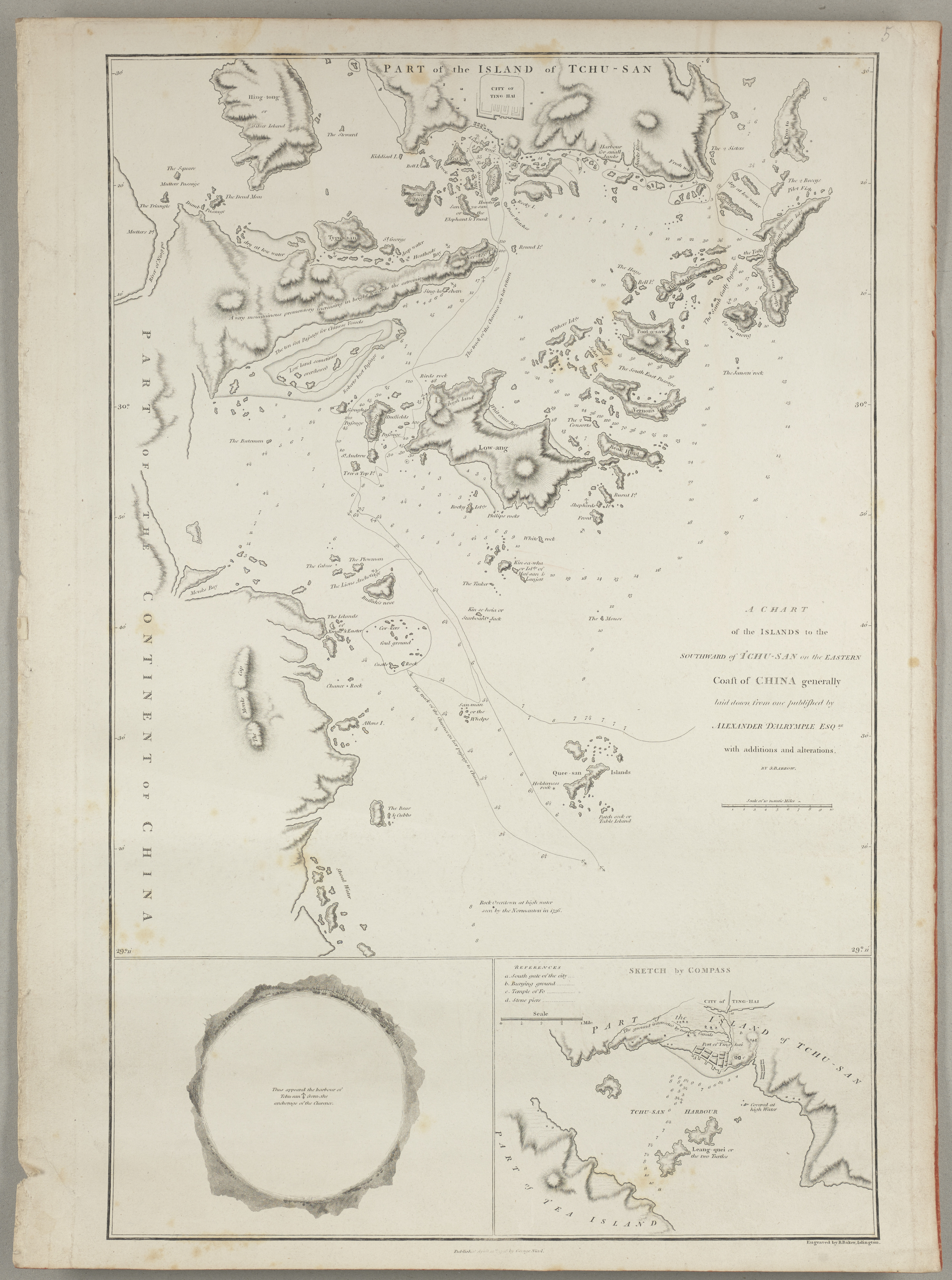
约翰·巴罗绘制的舟山群岛地图

早在1808年英军占领澳门后，小斯当东就提议派遣使团缓和关系，而他的老师——在英国海军部任职的约翰·巴罗则在英国政府内全力支持小斯当东的计划，但相较于英国政府，直接负责对华交涉的东印度公司对派遣使团持相对谨慎的态度，最终也是在英国政府内部的推动下阿美士德使团才得以成行。
随着1814年拿破仑退位、欧洲再度恢复和平，许多国家都有意加入对对华贸易，潜在的竞争压力令约翰·巴罗在1815年2月14日写信给英国政府内负责监管东印度公司的控制委员会主席白金汉郡伯爵，游说其支持派遣使团。在他看来，欧洲恢复和平后法国人将在在华贸易对英国产生威胁，因为在当时有许多法国的耶稣会传教士在北京的宫廷中工作，他们可以起到法国和中国两国宫廷之间联络人的作用，而另一方面广袤的中国内地将会为工业革命后的英国工业品提供巨大的市场。1815年3月3日，东印度公司的最高决策机构——董事会所属秘密商务委员会在伦敦召开会议讨论了这一议题，并且认可其潜在价值，因此拟派摄政王指定的正使和公司广州商馆的两位职员组成使团。随后，白金汉郡伯爵和东印度公司的正副董事长一同拜访时任英国首相利物浦伯爵，但利物浦伯担心类似马戛尔尼使团的失败会对其支持度产生不利影响，因此兴趣寥寥，导致遣使计划一度搁浅。
1815年7月7日，伦敦收到了广州方面1月16日发出的信件，信中称广州局势不容乐观、请求英国政府向北京派遣使团——这为出使计划提供了充足的理由，伦敦方面也再度行动起来。白金汉郡伯爵在7月26日致信东印度公司董事会提议派遣使团，而东印度公司则在7月28日回信报告广州的情况和东印度公司拟定的谈判要求——同日，东印度高层致信英国政府要求派遣使团——白金汉郡伯爵和东印度公司高层都相信广州当局试图控制其在广州的商馆，而皇帝本人则远在北京受到地方当局的蒙蔽，只有以英国君主的名义向北京派遣使团觐见皇帝当面申明冤屈才能保护公司的贸易和职员，而东印度公司愿意承担遣使的全部费用。最终，利物浦内阁在1815年8月10日批准了东印度公司的遣使计划。

### 特使的遴选

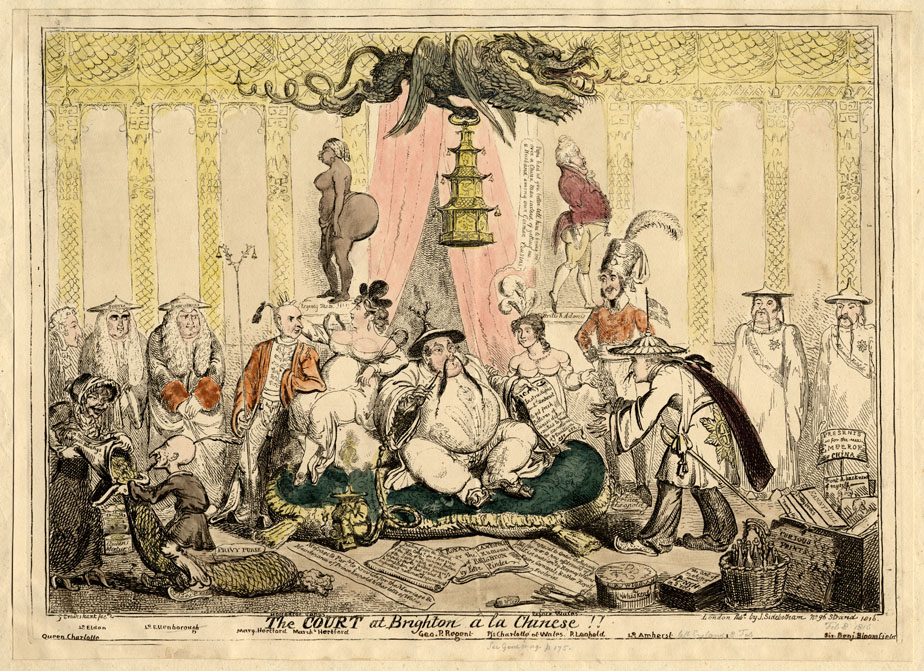
一幅諷刺漫畫描繪极度肥胖的摄政王穿着中国皇帝的服装，在布莱顿的皇家穹頂宮向同样身着中国服饰的阿美士德勋爵下发委任状

此前，巴罗多次向委员会推荐自己的学生小斯当东，坚信小斯当东是正使的不二人选，但他此时显然还不知道小斯当东已经因为广东的纠纷被嘉庆盯上，同样也不知道小斯当东和当时唯一在清廷工作的法国传教士南弥德有定期联系。不过对于正使的人选，考虑到公司与清朝属国廓爾喀之间正在发生的战争，白金汉郡伯爵和东印度公司高层一致认为应该选取地位崇高、仪表堂堂而又有军人风骨的候选人，在他们看来如此人物更能获得中国人的尊敬，小斯当东因此出局。
在8月10日遣使计划获批后，白金汉郡伯爵就开始物色大使人选，东印度公司则为大使2年内的长途跋涉开出了2万英镑的报酬，相当于今日的200万英镑。一开始，白金汉郡伯爵提名了有意受任的好友约翰·沙利文，沙利文家境优渥，曾是控制委员会委员，也在公司工作过，但东印度公司高层认为其资历不足。接着，白金汉郡伯爵找到了阿美士德勋爵，后者断然拒绝。最后，白金汉郡伯爵又邀请宾宁勋爵担任大使。就在宾宁犹豫不决之际，阿美士德出于家庭财政方面的考虑，回心转意愿意担任大使。于是，白金汉郡伯爵同意，如果宾宁不愿意做大使，那么就由阿美士德出任大使，而宾宁则在9月15日写信拒绝了职位，阿美士德这才如愿以偿。
1815年9月27日，东印度公司董事会正式通告向中国派出使团的消息。同日，董事会也向广州商馆发出信件通知使团信息，信中确定了阿美士德将作为大使，广州商馆的两位头号人物——商馆特选委员会主席益花臣和中国通小斯当东已经获得副使的提名，但副使的具体人选及在使团中的地位，将会由阿美士德到中国之后亲自决定。英国政府本有意直接任命益花臣和小斯当东作为使团的副使，但伦敦董事会暗地里向英国政府致书担心二人先前已经招致中国政府反感，任命为副使反而会激怒中国政府、导致任务失败。因此，在副使从缺的情况下，白金汉郡伯爵任命其私生子咸利·依礼士出任使团秘书兼特使缺席时的全权代理，也就是使团实质上的二号人物。依礼士是一名履历丰富的外交官，他在毕业后就进入东印度公司工作，并曾担任过驻波斯全权代表，参加过1812年英美战争和平条约的谈判。

### 阿美士德的准备

#### 出使的目的
早在1815年7月28日东印度公司主席团致书控制委员会主席白金汉郡伯爵时就已经提出东印度公司遣使的任务，阿美士德后来接受任命的时候也收到了东印度公司的这些要求：
1. 公司的贸易特权应得到明确和详细的规定；
2. 保证贸易不会突然中断；
3. 中国政府官员不得介入商馆事务，商馆有权雇佣中国仆从，并且免于中国官吏的滥权、辱骂和粗暴对待；
4. 商馆成员可以通过常驻人员或中文文书建立与北京司法机构的联络渠道，并且有权在给地方当局的各种书信文件中使用中文；[註 1]
5. 解释“脱利斯号事件”以及其它适合讨论的政治话题。

总而言之，阿美士德使团的目的在于改善与中国的关系，绕开广州当局直接向皇帝申诉英国商人在广州遭遇的不公，并且力图为中英贸易的发展打下长期而稳定的基础。根据训令的第4条要求，英国有必要在广州设立领事，或者向北京派遣常驻人员，抑或确保广州商馆能够有一条和北京当局沟通的渠道。尽管乾隆拒绝英国向其宫廷常驻人员，阿美士德认为嘉庆并没有理由拒绝英国人向北京的公共机构派遣常驻使节：理想状态下，英国和北京政府之间、以及英国和地方政府之间的沟通渠道能够畅通无阻，确保公司的利益免于地方官员的不公平对待；此外，在确保广州贸易利益和政府间沟通渠道的前提下，阿美士德还希望中英之间互设常驻使节，英国可以获得广东以北的一处沿海商埠。

#### 磕头问题

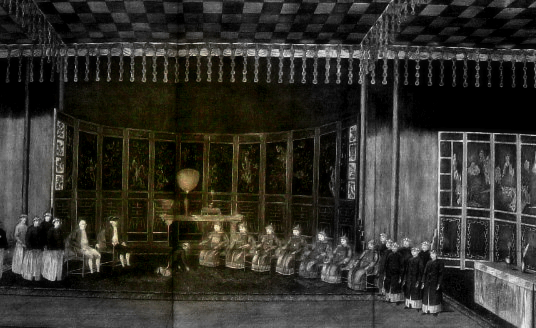
1795年乾隆接待德胜和范罢览率领的荷兰使团

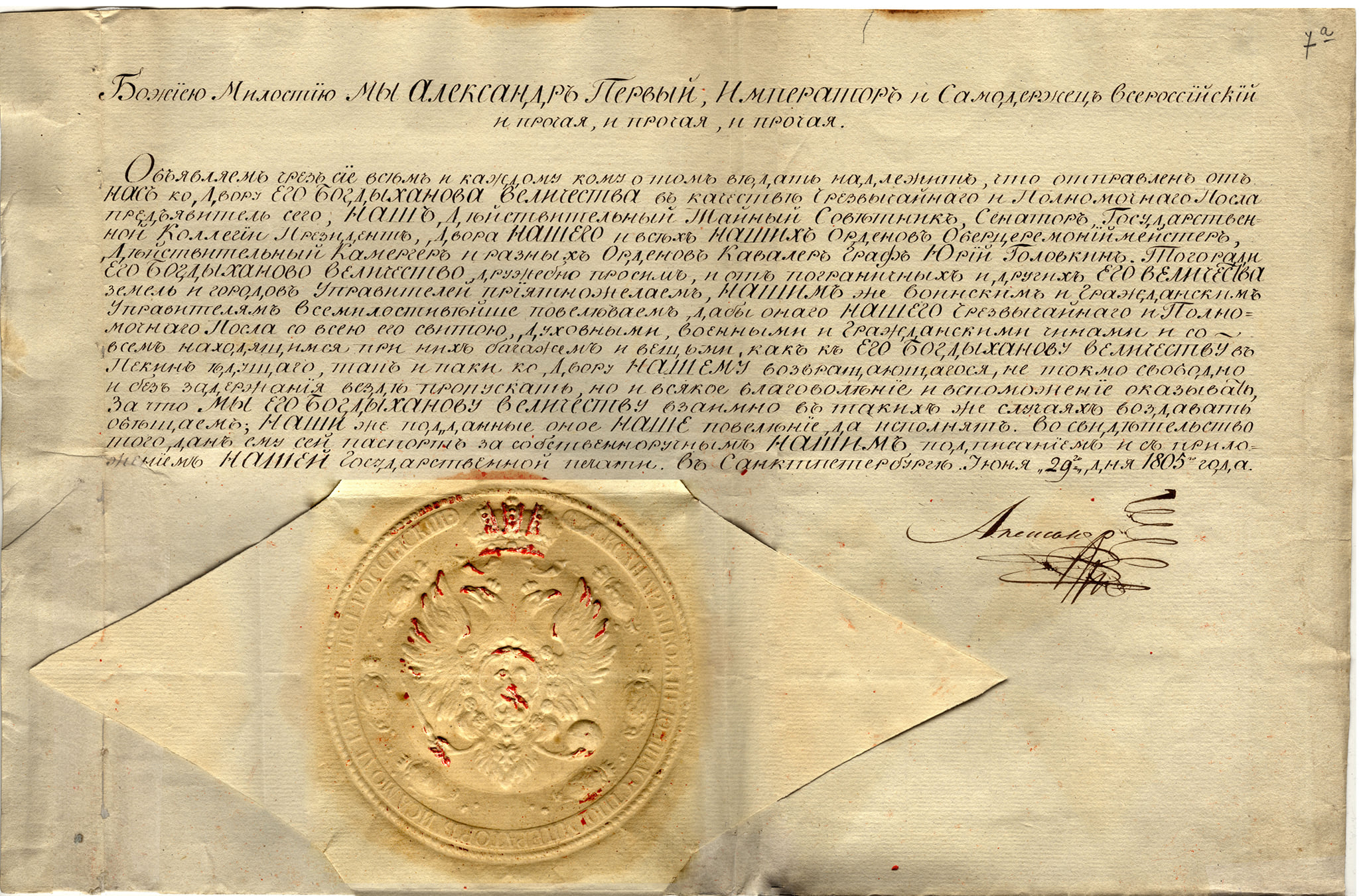
1805年戈洛夫金代表俄国出使中国时候的护照

在进行外交谈判之前，阿美士德首先需要考虑如何获得皇帝觐见的问题，这就自然牵扯到是否要向中国皇帝磕头的问题。在英国人看来磕头是屈辱的、不平等的，阿美士德希望基于威斯特伐利亚体系进行平等外交，避免进行屈辱性的三拜九叩，或者寻找变通的方法，为此他研究了许多先前的案例、传教士的记录和广州商馆的情报——他还得到了参加过马戛尔尼使团的约翰·巴罗的协助。巴罗阅读过荷兰使团的记录，荷兰使团毕恭毕敬完成所有仪式向皇帝磕头之后却因为传教士的干扰无功而返，所以即便磕头也不能保证使团的成功。阿美士德意还注意到1720年俄国伊斯梅洛夫使团觐见康熙的时候，虽然伊斯梅洛夫最终向康熙磕头，但康熙后来向俄国派遣使臣时使臣按照俄国的礼仪向沙皇行礼，以此达到了外交上的对等。马戛尔尼的案例令阿美士德相信，不需要磕头也可以觐见皇帝，并且磕头只是仪式性问题而不能解决使团的目的性问题——在平等的基础上解决与中国的贸易争端；然而，又有更多的例子显示，如果拒绝磕头就无法觐见皇帝，譬如1805年的戈洛夫金使团就因此被嘉庆遣返。阿美士德还收到了驻京天主教传教士南弥德的信件，南弥德强调马戛尔尼和戈洛夫金访华都没有打点好接待使團的中国官员，因而导致失败。
阿美士德仍希望与中国建立平等的关系，因此他认为如果国书中能够指定遵照马戛尔尼的礼仪，就可以避免外交上的尴尬。在使团出发前夕的1816年1月1日，英国外交大臣卡蘇里子爵向阿美士德发布训令，训令一面强调使团对中英贸易的重要性，使团不仅仅肩负着东印度公司的贸易利益，还被视作将中英两国邦交重归正轨的最后补救措施；至于是否要磕头的问题，卡蘇里子爵同意为了完成使命，“阁下可按照中国朝廷的一切仪式觐见”，然而他又要求阿美士德所行的礼仪“不能有损国家的榮誉，或降低阁下本人的尊严”，这就置阿美士德于两难的局面。阿美士德写信给白金汉郡伯爵和卡蘇里子爵要求澄清：卡蘇里要求阿美士德坚持马戛尔尼的先例，又赋予了其莫大的自由裁量权；白金汉郡伯爵先是答复“我不能确定哪些仪式体现了君主的荣耀或有损于皇帝的威严”，又承认阿美士德到时候很可能需要谨慎应对、随机应变——对于马戛尔尼所行的礼仪，白金汉郡伯爵则没有外交大臣和阿美士德本人那样的决心，反而在国书避免提及。

#### 旅程和礼物

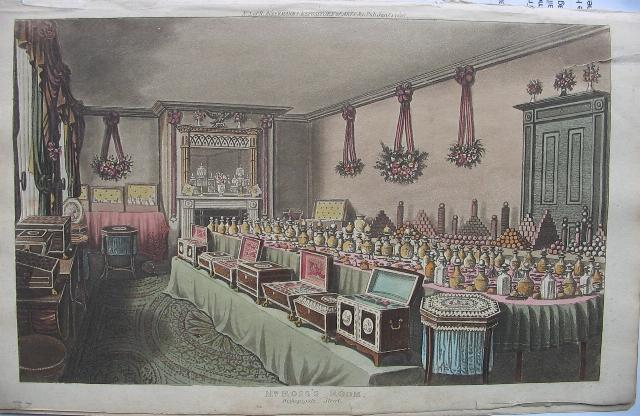
整个屋子的香水都是准备给中国皇帝的礼物

此前的研究中，阿美士德已经充分认识到了礼仪在中国的严肃性，因此为了让中国人重视他和他的国家——充分吸取马戛尔尼使团的教训，以期中国能够平等地看待英国而不是视作朝贡国，阿美士德需要通过各种手段充分彰显英国的实力和地位。阿美士德不仅斥巨资购买华丽的服饰、装饰和餐具，希望能够彰显英国人的品味和大英帝国的繁荣，还将使团在海上的居所也尽可能装饰得富丽堂皇并配以美酒、美食。
在挑选礼品方面，马戛尔尼使团依赖法国传教士的记载，误以为中国人喜好天文、机巧等物，最后选取的礼物被乾隆斥为“奇技淫巧”，而南彌德也称嘉庆皇帝崇尚节俭、不喜奢华，不会喜好这类礼物；因此阿美士德挑选的礼物大多是基于展现英国上流社会审美的英国产品。阿美士德不仅为皇帝准备礼品，还准备了打点官员的礼物。使团携带的礼品包括水晶吊灯、玻璃器皿、陶瓷、钟表、香水、鼻烟等等，还有绘制有英国君主、建筑、花卉等的精选画作，不少手工业者也想要借机推销自己的商品，这些礼物总价值22,005英镑13先令7便士，相当于今天的200多万英镑。
为了确保筹备工作的顺利，阿美士德还联络英国国内的各种人脉，其中包括时任下议院议长查爾斯·亚波德、时任陆军大臣巴麦尊勋爵以及之后参加航行的亞嘑士地号船长兼密友默里·麦克斯韦、孻也號船长巴塞尔·霍尔等人，麦克斯韦在10月就已经在允诺阿美士德的请求，载运使团到中国。使团原定于1815年12月1日出发，以期避开中国沿海的台风季节，然而由于船只的装修和改造工程延期，一直等到1816年2月3日完工后，使团才得以出发。1816年1月伦敦方面正式向广州发出出使的消息，但由于此时使团尚未成行，并且广州商馆的领导人益花臣即将离任，直到2月12日商馆高层才对访华的消息召开会议，主持会议的小斯当东认为不应该将不确定的消息上报中国政府，因此中国方面直到阿美士德使团接近广东时才得知访华的消息。

### 成员与翻译

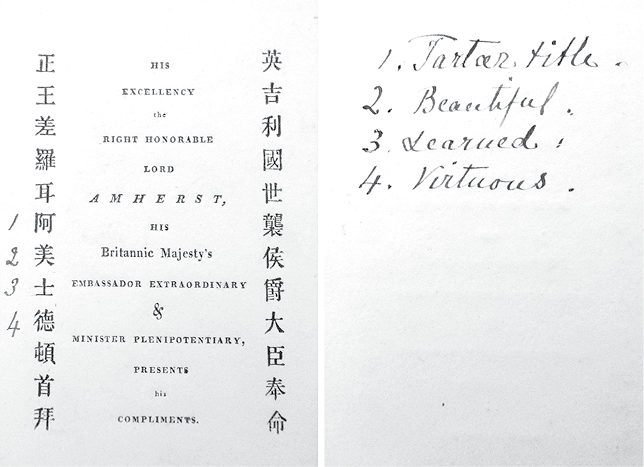
大英图书馆藏阿美士德中英文对照名帖，右侧则是对“阿美士德”4个汉字的英语解释。

阿美士德使团共有75人，较马戛尔尼使团少20人，成员包括：左王差英吉利国男爵西雅治斯当东、正王差英吉利国侯爵罗耳阿美士德、右王差米斯咸利依礼士、笔贴式兼译生米斯端、笔贴式兼译生米斯爹惠氏、笔贴式兼译生米斯马礼逊、笔贴式兼译生米斯万宁、正王差少爷贵米斯阿美士德、正王差自用笔帖式米斯咸、读圣经兼少爷先生米斯额理府、医夫兼物性学米斯亚比利、医夫米斯彼耳孙、医夫米斯林、雅文学米斯夏威黎、王差围兵武官米斯古家、围兵二武官米斯欣弥西、守各礼物米斯玛拉治、守各礼物米斯布利、协守各礼物米斯亚波德、协守各礼物米斯马耳屯、跟班18人、为礼物之役3人、乐手12人、围兵22丁。其中，亚比利的助手布利实际上是邱园派到中国收集沿途植物和种子的园丁，海军见习士官亚波德则是其父英国下议院议长亚波德拜托好友阿美士德安排到使团中。
阿美士德使团在语言能力上也远超马戛尔尼使团。马戛尔尼使团访华时，英国国内并没有堪用的中文人才，因此不得不在旅途中找到两位不会英语的天主教传教士作为翻译，乃至于有时候还要依靠小斯当东现学现用，因此整趟中国之行语言隔阂都十分严重。相较而言，阿美士德使团已集中當時英国国内最顶尖的中文人才，光专职翻译就有5人；其中马礼逊的中文水平可能和副使小斯当东不相上下，另外随团医生彼耳孙其实也是略懂中文。在随团译员中，万宁师从欧洲顶尖的汉学家，是第一个抵达拉萨、面见达赖喇嘛的西方人，在从西藏偷渡到中国内地失败后就来到广州的东印度公司商馆工作；端氏和徳庇时都是在广州商馆师从马礼逊，由于端氏中途曾经回国一段时间，因此徳庇时的中文水平相较要好，并且曾作为翻译随小斯当东到广州会见官员，徳庇时也是第一个将中国文学作品翻译成英语的人；马礼逊则是基督新教第一位来华的传教士，也最早翻译中文《圣经》的人之一，从1809年他开始作为东印度公司在广州工作，他也是团队中最重要的翻译，承担了国书的中译、官员之间的口译等重要工作。反观中国方面，官员对于翻译极为轻视，在双方会谈时候译员不得就坐，乃至于有官员公然詈斥；然而因缺乏英语人才，中国官员在使团访华的绝大多数时间里又不得不仰仗于英国使团的译员。
阿美士德使团的文书翻译由马礼逊负责，小斯当东也有参与审阅。英国仍旧坚持马戛尔尼使团以来外交对等的原则，这在使团的翻译中也有体现。马礼逊在翻译英文国书的时候，由于上一次使团使用“钦差”二字被乾隆点出，因此这次马礼逊所翻译的大使职务为生造名词——“王差”，但使团无法控制中国官员使用“贡使”的名称，因此双方「各自表述」这些职位。国书中英国摄政王和嘉庆“称兄道弟”，清朝的官员看到之后就以用词不当為由退回，没有敢将国书呈给嘉庆。期间，嘉庆对名单中官衔译名使用满人专属官职“笔帖式”感到不满，最后大臣们以“因仰慕官名”为借口为英人敷衍嘉庆，结果私人秘书和汉语秘书都被强制改作“译生”。使团离开时收到了嘉庆颁布的敕谕，回国后阿美士德批判敕谕附带的南弥德的拉丁语译文淡化了嘉庆自命天朝上国、高高在上的倨傲语气，因此还让马礼逊如实翻译，将嘉庆的语气色彩体现在译文中。

## 中国之行

### 从英国到“红江”

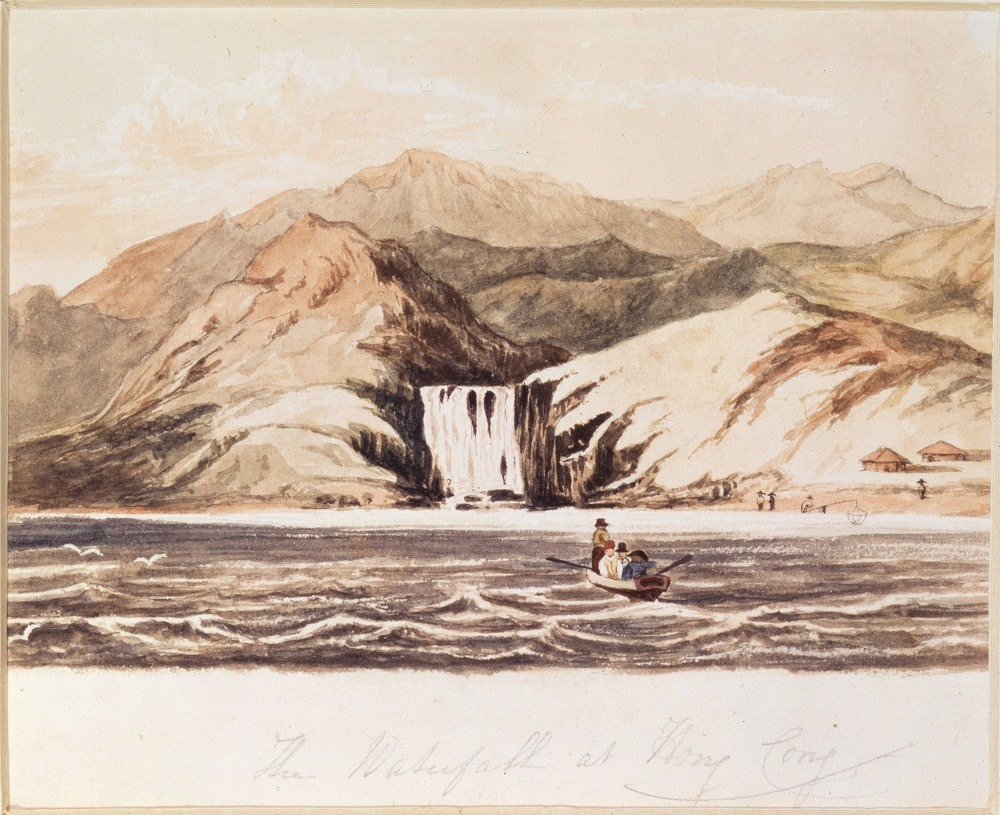
随使团访华的英国画师威廉·哈维尔 (画家)所绘制的旧日瀑布湾

1816年2月8日阿美士德搭乘英国海军亞嘑士地号，在英国海军孻也號和东印度公司特许船将军休伊特将军号和护航下从英格兰港口此时朴次茅斯西南的斯皮特海德锚地启程，2月18日过葡萄牙的马德拉群岛，在赤道以南海域亞嘑士地号辞别两艘护航舰，转向至里约热内卢并在巴西见证了葡萄牙女王玛丽亚一世的葬礼。3月31日，亞嘑士地号离开里约热内卢港，并于4月18日抵达好望角，5月5日离港奔赴荷属东印度，进入爪洼岛西侧的巽他海峡，与孻也號和休伊特将军号在安月锚地会合。
5月25日，小斯当东等人从抵达广东的奥兰多号得到正式通知，得知了阿美士德已经启程前往中国，并于28日将消息转达广东巡抚署理两广总督董教增。6月4日，英国专员覔加府、奥兰多号船长加拉威礼等人在行商浩官陪同下，前往广州拜会署理两广总督董教增，正式向中国政府提交禀帖并转达了白金汉郡伯爵的信件，告知了阿美士德使团即将访华。按照中方记载，在投书之前，英方与董教增在礼仪问题起了冲突，董教增坚持“督抚大吏见暹罗诸国贡使”的拜伏礼，但因英方无法接受，经过协商后以英方免冠、董教增起身示意替代。英方记录没有提及礼仪冲突，但是提到潘启官错误地将加拉威礼呈报为带信的“夷官”，因此官府要求其按照马戛尔尼使团旧例留在广州等待回信；虽然真正的专员覔加府答应留下，但是官府强令加拉威礼和行商保证留下，加拉威礼拒绝后行商因此牵连下狱。董教增向嘉庆奏明使团之事：“该夷（英国）……因系太子摄政，思念高宗皇帝恩德，仰慕大皇帝仁圣，遣使进献，以输诚敬，并铺张征服佛兰西（法国）。声明贡使于一月后起程……经赴天津，不由广东行走……”得知英国使团来华的消息后，广州十三行的领导人浩官和潘启官找到覔加府，担心小斯当东会激怒皇帝，希望他劝说小斯当东不要随团前往北京，但是遭到拒绝，二人后来通过董教增施压但未果。
嘉庆得知使团即将来华的消息后，在6月24日传谕各地密切监视英国使团的动向，下令使团将会行经的福建、浙江、江苏、山东各省督抚饬令沿海州县探查英国“贡船”的位置，如果没有在沿海州县海面惹出事端就不必过问，但是如果中途靠岸要求改道，地方官员则必须加以拒绝，务必让英国人在天津登岸；此外，嘉庆还命令督抚暗中饬令地方文武官员“加意防范，毋稍疏懈”。嘉庆又在6月28日传谕主管天津沿海的长芦盐政广惠，要求此次英国使团来华，不必向马戛尔尼使团那般隆重地铺张，以“惯例”迎接，明言：“此事朕不以为喜，何必有意迎合夸张？”嘉庆还向直隶总督那彦成传谕，称英国使团假意朝贡、暗图不明，如果英国使团像上一次马戛尔尼使团一样提议增加通商口岸，应该回答“天朝法度森严，不敢冒昧奏请，绝其妄念”，并且特意要求使团必须“情词贡顺”方可入觐，否则就用皇帝不在北京、使者不便久留的说辞打发走人。嘉庆又令军队着手准备“以资弹压”。
1816年6月21日阿美士德一行从巴达维亚（今雅加达）启航，7月8日阿美士德在进入广东近海南丫岛海域立即派人前往广州联系小斯当东。实际上，为了预防广州官员要求他们交出礼品、迫使使团通过陆路前往北京，小斯当东一行人在7号就搭乘英国海军发现号出海到澳门，并且派遣调查者号联络阿美士德，而阿美士德也早在6月12日就派遣孻也號北上联络小斯当东。孻也號最终在7月8日找到小斯当东，双方约定在“红江”岛与南丫岛之间的马尿湾或者大南丫岛北面会面，并最终在“红江”近海会合。在会见使团之前，小斯当东就已经在5月25日获知自己未获任为副使，感到十分不满。7月9日，小斯当东协同马礼逊、德庇时、万宁等商馆人员从澳门出发迎接阿美士德，阿美士德等人察觉到小斯当东的不满，为了拉拢迟迟没有加入使团的小斯当东，阿美士德还是将其任命为副使。广州当局也向嘉庆皇帝汇报了小斯当东的动向，署理两广总督董教增则称“兹英吉利国王以斯当东曾经入都，谙习天朝礼节，谕令充当副贡使臣进京”，认为英国方面是因为小斯当东熟悉天朝礼仪才任命其为副使；然而嘉庆并不买账，他收到报告后在8月4日的上谕中痛斥董教增听任小斯当东等人私自出海，并令各地官员严加防范，而此时英国使团早已抵达天津。

### 抵达天津

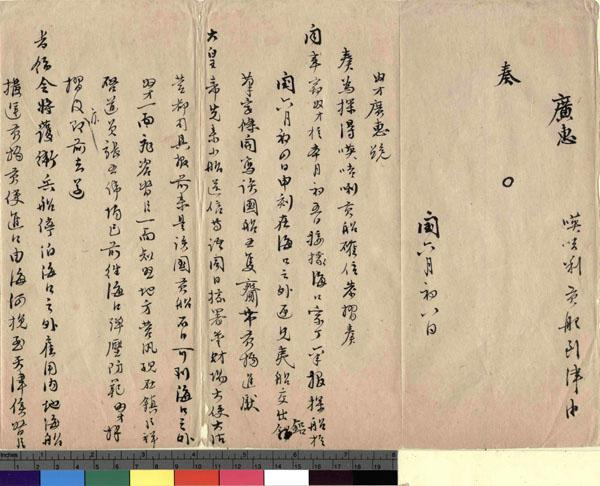
广惠报告“𠸄咭唎貢船”使团已经抵达天津

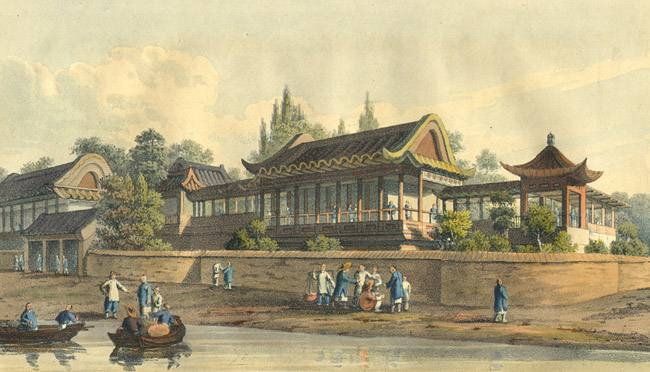
使团所绘制的天津柳墅行宫

7月13日使团从“红江”岛出发，15日和16日经过大坵島和小坵島，17日驶出台湾海峡，18日行至舟山群岛，21日转向渤海，26日夜停泊在渤海入口的庙岛群岛附近。航行途中，使团内部就谈判内容达成一致，有两点：第一，在北京建立外交使馆，争取建立北京和广州之间的通讯渠道；第二，增加一两个开放通商口岸。在航行过程中，国书的中文译本在7月22日由马礼逊翻译、小斯当东复核交给阿美士德。在抵达渤海之前，使团就在25日派孻也號先行出发向直隶总督传递了使团人员名单和礼物清单，并请求他派出同上次来访相同的船只数量，但是由于大雾无法同亞嘑士地号取得联系。7月28日舰队抵达大沽口，负责传递信息的孻也號在离岸6英里处，而其余船只都在离岸15英里处，孻也號则与几艘中国渔船取得了联系。
7月29日早上，天津兵备道张五纬和山永协副将寅宾登上孻也號同英方取得联系，告知直隶总督将会在大沽口接待使团。30日，张五纬和寅宾登上孻也號并带来一个广东人作为翻译，然而使团成员并不会讲广东话，两人最后带走了使团给直隶总督的信件。其实直隶总督那彦成于几天前的7月24日因贪污革职，因此使团此时无法跟他们所期盼的直隶总督会面。31日，张五纬和寅宾登上亞嘑士地号会见阿美士德，随后阿美士德登陆会见长芦盐政广惠，这也是阿美士德第一次会见了中国官员，广惠为使团送来了大量食品作为馈赠。8月1日嘉庆任命马戛尔尼访华时担任粤海关监督的工部尚书苏楞额和长芦盐政广惠为钦差前往天津迎接使团，最后在8月4日广惠协同天津道张五纬和天津道副将寅宾登船代为接风，英方再度提交了人员名单和礼物清单，并且告知使团正在准备国书的译本，并计划把译本递交给军机大臣托津。与此同时，清廷就已经开始安排使团觐见的计划，8月4日清廷寄谕苏楞额和广惠，嘉庆希望使团觐见的时间能够避开8月26日进宫斋戒的时间，计划让使团在8月23、24日来圆明园参观并等候召见。
8月8日，阿美士德召集使团就磕头问题进行讨论，阿美士德本人担心拒绝磕头会导致使团被遣返，他的左手小斯当东力主拒绝磕头，他的右手依礼士则认为达成觐见的使命更重要，小斯当东强调屈从不会带来贸易问题上的实质性让步，又向阿美士德暗示中国方面可能会取消礼仪。8月9日，使团在大沽口登陆。8月10日，嘉庆指示苏楞额和广惠在8月21日将使团“按期”带到海淀镇的蝎子湖公馆居住，等到8月24日传召使团到正大光明殿，接下来几天在圆明园听戏、参观、开席，27日带到北京城里的四译馆，29日到紫禁城太和殿领赏受封，次日离开北京，在天津出海回国；同时还指示两人要在在使团觐见之前讨论礼仪问题，如果英国使团拒绝磕头，则需要加以开导，在天津筵席的时候苏楞额和英国使团一行应该行礼谢宴，以检验英国使团的诚心。8月12日，使团抵达天津城外，苏楞额和广惠登船同阿美士德会面，双方寒暄之后苏楞额提出要看摄政王给嘉庆的国书译文，遭到阿美士德拒绝，阿美士德告知苏楞额需要按照马戛尔尼使团惯例递交给嘉庆近臣，但苏楞额则称自己已经受命全权负责此事。正当双方相持不下时，苏楞额突然问小斯当东是不是马戛尔尼使团访华时带过来的那个小孩，小斯当东随即承认，会谈才得以打破僵局继续下去，苏楞额还邀请使团参加筵席。会后，小斯当东找到阿美士德，他认为苏楞额和广惠在邀请时反复使用“天颜”、“赐宴”等词汇，实际上暗示明天筵席会存在礼仪问题，使团成员一致认为不应该向皇帝的象征物磕头。

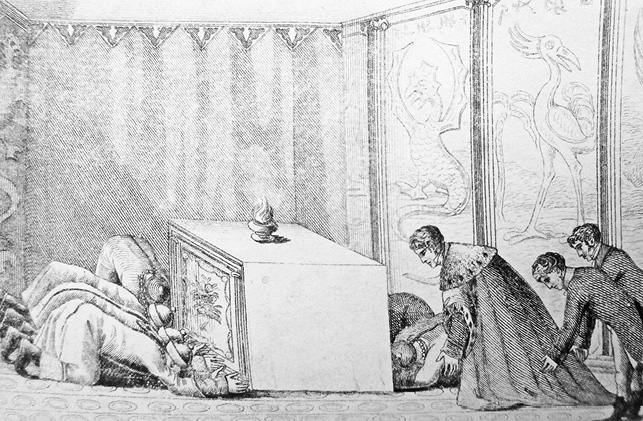
1820年出版的素描描绘了阿美士德使团和清朝大臣按照不同的礼仪对皇帝的象征物行礼

8月13日，使团一行进入天津城内，苏楞额和广惠在天津道衙门口迎接使团，然而在入席之前苏楞额突然提出使团成员应该按照中国礼仪向供奉有嘉庆皇帝牌位的香案行大礼，阿美士德表示会像对自己君主一样向皇帝行礼。苏楞额强调磕头礼，而阿美士德则主张马戛尔尼的先例。苏楞额称当年马戛尔尼也是向乾隆磕头，而阿美士德则称马戛尔尼的报告中称他自己是行英国礼仪，随后苏楞额质问小斯当东，小斯当东则称当年自己年纪尚小、记不得了。最终，中方做出让步，英国方面按照马戛尔尼的惯例，双方各自按照自己的礼节行礼，中国方面三跪九叩，而使团成员则是免冠3次、深鞠躬9次、起身9次；至于向嘉庆本人所行的礼仪，阿美士德则一再强调马戛尔尼的先例，并且愿意自负责任。与此同时，军机处已经按照嘉庆的旨意制定了使团觐见的计划和仪式，尽管使团还未允诺遵照中国礼仪，但是清廷就已经详尽规划了使团行礼的各项细节。

### 进京之路

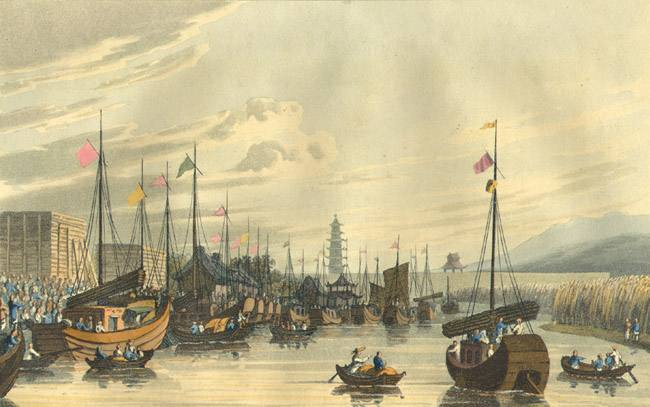
使团在通州运河的锚地

为了不耽误嘉庆安排的日程，苏楞额等人在8月14日“如期”开拔前往北京。在路途中，苏楞额和广惠两人都惴惴不安，深怕自己没有令使团磕头会触怒皇帝，因此私下找到小斯当东希望他能够说服阿美士德。嘉庆在15日看过使团天津情形的报告后果然勃然大怒，先是指责二人没有遵从面谕，要求二人等使团遵从中国礼仪后才能带入京城，然后又命令二人施压曾经参加过马戛尔尼使团的小斯当东将功补过，最后警告二人如果在不习礼仪的情况下将使团带到京城则会将使团扫地出门并将二人治罪。嘉庆在谕旨最后仍意犹未尽，赫然朱批“绝不姑息”，告诫二人“彼时无（毋）悔”。
苏楞额和广惠二人在收到谕旨后无比惊恐，当天就向上表嘉庆请罪，嘉庆则在16日下令停船，使团于是止步于武清县蔡村。苏楞额和广惠立即找到阿美士德等人面谈，以不行礼就会被遣返为筹码向使团施压，但阿美士德则以“不敢私自更改本国礼节”为由拒绝改变礼仪，仍然坚持此前的“免冠、鞠躬、起身”礼；见此，二人又按照嘉庆旨意向小斯当东施压，而小斯当东则回应称“回国时闻得正使告知国王云，（马戛尔尼）系照依本国礼节行礼，是以此次不敢更改……实系不能记忆”，并以使团中职位不如阿美士德、服从正使命令为挡箭牌，双方因此僵持数日。
最后，就在双方僵持之下，阿美士德提出可以有条件三跪九叩，仿照俄国使团的先例，只要觐见时或者之前有同等资格的中国大臣向摄政王画像行相同的礼仪，或者中国向英国派遣使臣时向英王三跪九叩，那么阿美士德则愿意行礼，然而苏楞额和广惠却不敢将英使的请求上报。双方争执期间，广惠怒斥翻译马礼逊没有如实翻译，马礼逊一度拒绝为其翻译。就在中英双方就礼仪问题相持不下时，使团所搭乘的英国军舰于14日不辞而别，离开天津南下；嘉庆在17日听闻后勃然大怒，怒斥苏楞额和广惠，而又听闻小斯当东称“所行礼节全不记得”，点名小斯当东“奸诈欺罔之情可恶至极”，朱批“支吾可恶”、“所言甚属欺诳”——嘉庆原本想将使团立即逐回，但因为船只已走，只能让他们继续前进。
嘉庆在8月18日撤换主管官员，又令使团前至通州。前去迎接使团的则是嘉庆近臣国舅公理藩院尚书和世泰和礼部尚书穆克登额，嘉庆还严令苏楞额和广惠不得向使团泄露人事变动。嘉庆在给和世泰等人的诏书中称“至司（斯）当东于乾隆五十八年曾随伊父入贡，彼时贡使等欲行本国之礼，略加开导，旋即遵行三跪九叩礼节，斯当东曾经目睹……至尔所云‘前次贡使回国时，告知尔国王仍称行本国礼节’，尔等回国如何告知尔国王，我天朝都置之不问”，直接指认斯当东父子当年在马戛尔尼来华行礼问题上向英国政府做虚假报告。然而当清朝官员告知阿美士德只要他能够行礼，随便怎么向英国国内报告时，阿美士德不但强烈反对，还义正严词以虚假报告为耻。8月22日，使团抵达通州，和世泰等人见面即向使团就磕头问题下最后通牒，但使团坚决抵制磕头，局面再度僵持。阿美士德在此时提出，如果中国皇帝因为礼仪问题拒绝接见，烦请尽早告知回国时间。
嘉庆令和世泰以8月28日为限，如果使团仍是拒绝则不必开导，听候皇帝旨意。和世泰则向嘉庆上报“该贡使礼节尚未如仪”，现在还在“会同演习”。接到皇帝的限期命令后，深恐被怪罪办事不利的和世泰等人再度想找到小斯当东，但是被对方拒绝。25日，嘉庆继续要求和世泰演习，但态度有所软化：“凡事不必过于苛细，转失驭外之礼。即五十八年（指乾隆五十八年马戛尔尼使团），亦系将就了事。此一事耳，总之逐回，不如接见之为事。”与此同时，使团内部也对礼仪问题出现分歧，英国方面派出的阿美士德、依礼士等认为如果拒绝磕头则会导致使团失败，但小斯当东强烈反对磕头，并且召集东印度公司成员表达意见，小斯当东在使团和广州商馆成员内占到表决多数，最后阿美士德决定采纳小斯当东的意见，并将此决定通过马礼逊翻译成文书交给和世泰。和世泰收到文书后反而告知使团将即日前往北京，使团反复和官员确认后得到了一致的回复，停滞数日之后匆忙开始准备行程。

### 驱逐出京

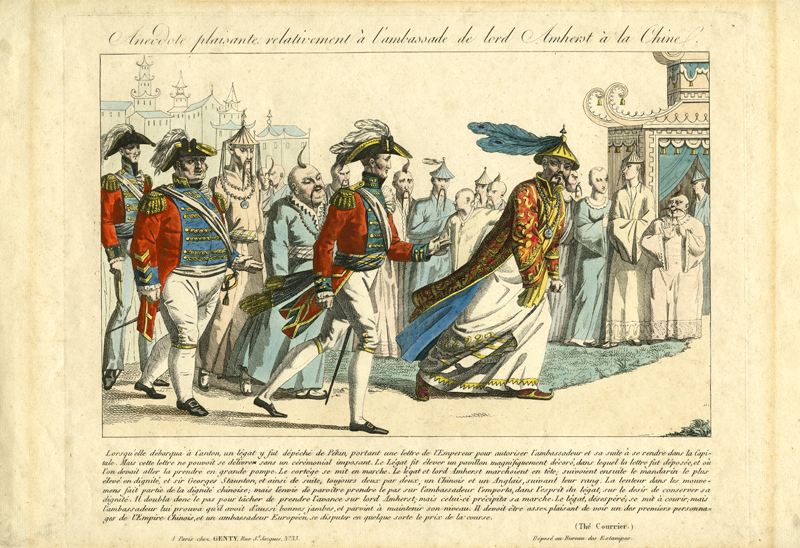
法国人描绘阿美士德使团在北京的政治讽刺画

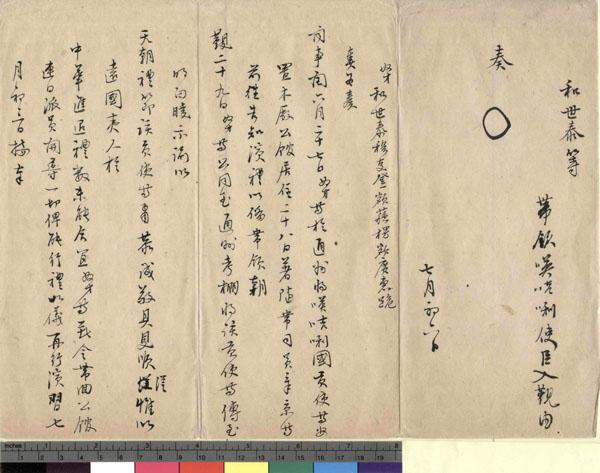
和世泰、穆克登额、苏楞额、广惠4人联名奏闻带领使团入觐由

8月27日，和世泰向嘉庆谎报使团虽然“起跪不甚自如，勉力尚堪成礼”，将在8月28日将使团带到蝎子湖公馆等候觐见，故意隐瞒了使团拒绝行中国礼节的情况，而对阿美士德使团则称皇帝已经免去三跪九叩之礼。嘉庆阅后欣然宣使团入京，并为使团安排了觐见、筵席、参观等事项，定于30日在圆明园觐见。嘉庆又在28日临时传召和世泰和穆克登额，但和世泰等人只得向嘉庆进言“实不能令改使臣演礼，明日瞻礼时必能成礼，不致失仪”。嘉庆本人对于和世泰“不能成礼”的说法颇为不满，痛斥其“一昧姑息，将就了事，径自带来”，然后又下旨安排使团在明日觐见，因此和世泰不得不在下午连忙赶回通州，加紧安排使团进京的行程。
8月28日下午，英国使团突然接到了觐见的命令，匆忙之中准备前往圆明园觐见，在下午4点启程。使团的车队是临时组建，礼品都是由中国马车载运，而阿美士德的马车只能用4只骡子牵引，一行人或是乘坐骡拉小车，或是骑马，一直赶路到天黑，天黑后又在夜间坑坑洼洼的路上一直走到9点。饥肠辘辘的使团成员在享用完苏楞额和广惠为使团准备的、阿美士德本人形容为“令人作呕”（disgusting）的大餐后，休息了仅仅一个小时就又开始赶路，午夜时分抵达北京城下，九門提督奉命不关城门以为迎接。然而使团并没有进入北京城，反而抄小路前往圆明园，使团的车马时不时陷落在颠簸的泥路里，直到走到大道上才有所改善。8月29日5点，使团终于抵达圆明园附近别院停歇，但官员仍不允许使团下车休息，而是将其直接带到圆明园。
8月29日，嘉庆在早上六点半就早早来到正大光明殿等候觐见。此时此刻，使团的正副使者正被随行的满洲官员们带到圆明园中的偏僻角落中“开导”；由于觐见比预定的30日提前一天并且只接见阿美士德父子及副使小斯当东，使团成员认为这次觐见只是私下的非正式觐见，必须的礼服和国书都来不及准备，因此强烈要求推迟一日觐见，但是遭到了满洲官员的无视。在苏楞额和广惠口头开导无效之后，和世泰一边说可以依照“你们体例”，一面企图用蛮力将阿美士德拖出房间，但遭到了阿美士德的顽强抵抗，此后阿美士德坚持回到旅馆休息，使团断定所谓的“开导”无非趁使团疲惫强令就范，和世泰再难如愿。在正大光明殿等候的嘉庆三次传见，却只收到“正使不能快走”、“正使病泄，稍缓片刻”、“正使病倒，不能觐见”的回应，只得下诏等到正使“病愈”之后再见，先行召见副使，结果又被告知“副使俱病，俟正使痊愈后，一同进见”。嘉庆派遣御医探望使团，御医回禀嘉庆使团成员没有病，受到愚弄的嘉庆在愤怒之下颁旨：“中国为天下共主，岂有如此侮慢倨傲甘心忍受之理。是以却其贡不纳，降旨逐其使臣回国。”并将和世泰等人革职治罪。使团在11点时收到了遣返的消息，震惊之余又被命令返回通州。下午，九门提督派遣军官要将使团扫地出门，并告知使团如果愿意磕头则还有觐见的最后机会，但遭到了使团回绝。使团在风雨交加中昼夜兼程，终于在30日的凌晨抵达通州。
8月30日，嘉庆了解到事情的前因后果，知道英国使者从不愿意磕头，又了解到和世泰等人欺上瞒下，将罪责全部推给和世泰等人“屡违谕旨，以致外国使臣干犯名义”——念在“（英国）于重洋万里之外遣使进表纳贡，其输诚慕化之意”，为表歉意，又派人追上使团，双方交换礼物。英国方面的礼物有地理图4张，该国王、王妃画像2张，铜版印的英国山水、人像画95张；而中国方面的礼物为白玉如意1柄、翡翠玉朝珠1盤、大荷包2對、小荷包8個。嘉庆特准阿美士德使团经由中国内地行走，他认为即便英国人绘制地图，使团所经都深居内陆，无益于英国自海道而来，正可以让英国使团了解到“中国疆域之闳廓，山川之险阻”。同日嘉庆颁给英国君主的一道敕谕，这道谕旨经过驿道，最终于抵达广州，由两广总督蔣攸銛在1817年1月6日郑重转交给阿美士德。嘉庆在这道谕旨中就不复宽厚大度，而是一面铺展万国来朝的威仪，指责英国人不服从中国人的礼节；另一方面念在英国远在海外，派遣使者“重劳唇舌，非所乐闻”，而“天朝不宝远物”，因此命令英国如果不愿意行礼的话以后不必遣使。

## 回国之旅

### 探索中国内地

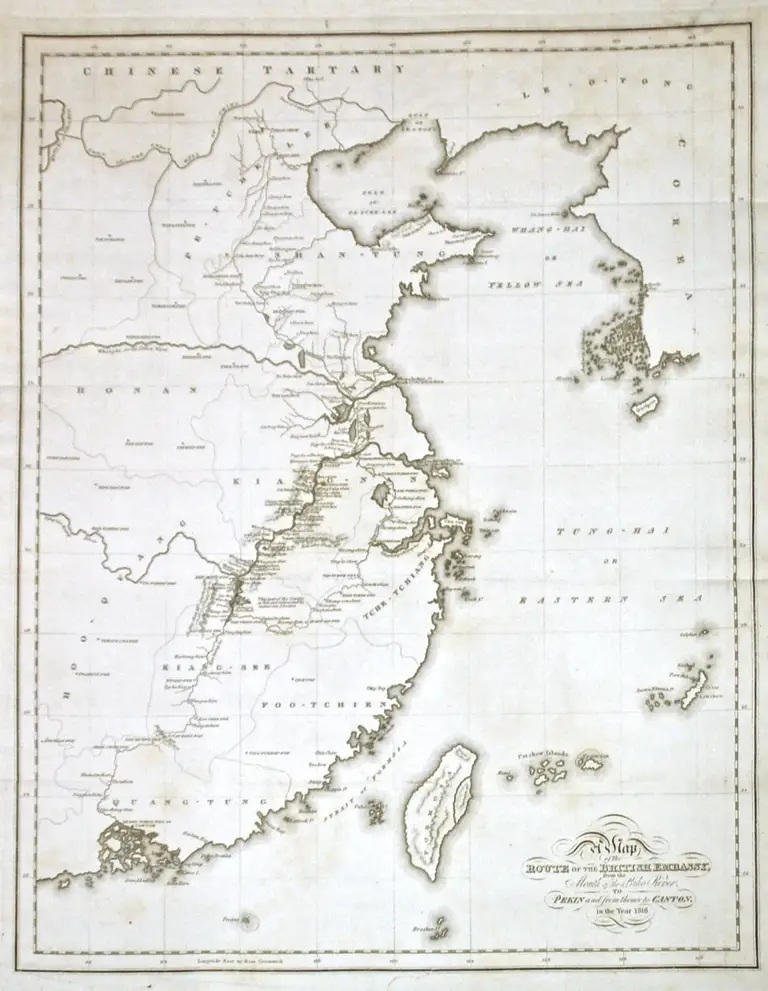
阿美士德使团在中国内地旅行的路线图

嘉庆将使团失败归咎于大臣，从未向使团解释过拒绝觐见的原因；使团内绝大多数成员都将失败归咎于嘉庆——使团在向外交大臣喬治·坎寧汇报时，描述嘉庆为一位独断专横、反复无常的暴君。从天津到北京的一路上，嘉庆一再发布自相矛盾、前后不一的命令，尤其是在使团经过一整夜不眠不休的长途跋涉后又粗暴地决定将使团遣返——这实在有违待客之道，无疑是对使团的侮辱。使团在9月4日看到了《京報》上刊载的嘉庆将使团问题归咎于和世泰的诏书，对使团表现得相对友善，但是在发往广州的邸报里嘉庆向两广总督下诏，指责使团不肯行礼；使团认为两份诏书一份是给中国人看，一份是针对广州的外国人发布，这种表里不一的态度令使团感到不满。至于嘉庆所指责的那些臣工，使团反而认为他们都恪尽职守、从令如流。尽管嘉庆赋予了使团离京后自由行走的权限，但使团对于嘉庆的反感有增无减。
遭受遣返之后，英国人带着沮丧的心情开始了新的旅程，使团将会花费4个月的时间穿越中国内地，在1817年1月抵达广州。1816年9月2日，使团回到天津；几天后的9月8日，使团从天津出发，沿着京杭大运河南下，使团的船队包括60艘船，载运包括73个英国人、400名中国船夫和纤夫、随行的一众官员以及英国使团所有的礼品行李，广惠受罚陪同使团南下。使团在9月22日抵达山东内的首站臨清縣、24日抵达东昌府、29日抵达济宁州；10月4日进入江苏境内，10月5日在宿迁县众兴集度过中国的中秋节，10月6日渡过黄河，10月8日来到了清江浦，10日抵达扬州府，14日抵达运河和长江交汇处的瓜洲镇。船只驶入长江后，并没有像马戛尔尼一样继续沿着运河到苏州，而是按照嘉庆指定的捷径沿长江、赣江溯流而上。随后，使团在19日进入长江，溯江而上，21日抵达南京。11月1日使团离开南京，次日抵达安徽境内的大通镇并在那里逗留，7日启程前往鄱阳湖水域。14日，船队驶入鄱阳湖，在湖口县的大孤塘避风，随后在23日抵达南昌，继续马戛尔尼当年的路线。虽然天气不佳，但使团还是在12月11日抵达赣州府，18日在南康县舍舟陆行，开始穿越大庾岭，19日过梅关抵达广东境内。12月25日，使团在韶关改走水路，1817年1月1日抵达广州。
虽然嘉庆极为大度的允诺英国使团在中国内地旅行的权利，但实际上使团的行程是按照凌晨出发、半夜到城的时间安排，同时使团也受到各地官员的监视和限制，因此几乎没有机会让使团参观任何城镇的内部，也很难和民众产生交集。即便如此，使团还是能够比马戛尔尼使团更加深入地游览中国内地，并且对清朝的衰败印象深刻。乾隆去世后，嘉庆决定厉行节约、不再南巡，于是在使团南下的运河两岸到处都是当年乾隆南巡留下的破败遗迹，而各地的基础设施早已年久失修，而参加过马戛尔尼使团的小斯当东对此感触颇深。除了平民百姓的穷苦生活，使团还观察到了清朝军备的落后，清朝士兵大多仍处于惯用弓箭的冷兵器时代，当他们使用火铳时，点火后就远远躲开、背对蹲坐，以免炸膛受伤。与此同时，使团发现，中国的官吏和民众虽然对外国事务一无所知，但对于本国却是盲目自大。基于这些观察，使团认为中华文明虽然在亚洲首屈一指，但相较之欧洲文明早已相形见绌，只能算是半开化的状态。

### 船队南下至粤

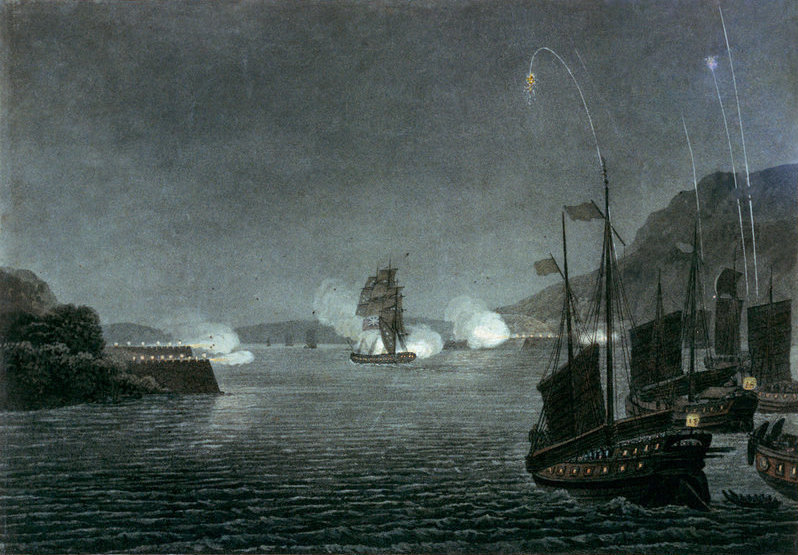
亞嘑士地号炮击虎门

阿美士德使团不仅对中国沿海的许多海域进行勘探，还抵达过当时正在锁国的朝鲜王朝和当时西方尚未发现的琉球国。英国舰队在离开塘沽之后就迫不及待地计划兵分三路考察“欧洲航海者从未涉足”的渤海：休伊特将军号负责勘测渤海中部的航线；亞嘑士地号则从塘沽南下，勘测渤海湾和莱州湾沿岸的水文，并且在威海卫登陆补充淡水；孻也號则沿着辽东半岛西岸向南直到旅顺口，跨过渤海海峡来到登州附近侦察；三舰最后在莱州湾会合。
在孻也號船长巴塞尔船长的带领下，亞嘑士地号和孻也號继续向东航行到了朝鲜，并在1816年9月4日于忠清道舒川郡馬梁鎭登陆。虽然由于语言不通，船队和朝鲜人交流并不多，但亞嘑士地号船长麦克斯韦将一本《圣经》作为礼物赠送给当地官员，令馬梁鎭成为《圣经》在朝鲜半岛的始播地之一。离开朝鲜后，巴塞尔一行在9月16日抵达琉球王国的那霸港。由于暴风雨导致船只损坏，巴塞尔一行在琉球滞留了40多天，考察了琉球的风土民情，其记载也启发了1853年佩里远航日本期间迫使琉球开国。为表达对琉球人维修船只的感谢，巴塞尔等人要求面见琉球国王，但尚灝王以清朝谕令“琉球国王除天朝册使外，另勿肯见他国人”为由回绝。
从琉球出发后，亞嘑士地号在1816年11月2日抵达广东珠江口的伶仃洋。当亞嘑士地号抵达广东后，为躲避风浪并且遵循马戛尔尼使团的旧例，向广州当局请求停泊到内河黄埔港口，但是广州当局拖延数日不许入港，于是舰队自行前往虎门并和清军水师交战。面对扼制海口的清朝水师和虎门炮台，亞嘑士地号一炮击中指挥舰令其停止行动，仅仅凭借右舷齐射便令虎门炮台哑口，从而顺利驶入内河二道滩，并向广州当局抗议。两广总督蔣攸銛则隐瞒事实，谎称亞嘑士地号开得太快以致于虎门炮台没有收到准许入港的指令、向英舰开炮，对英国人的还击只字未提；英国国内则因此将亞嘑士地号舰长麦克斯韦视为勇敢维护大英帝国尊严的英雄。

### 离开中国

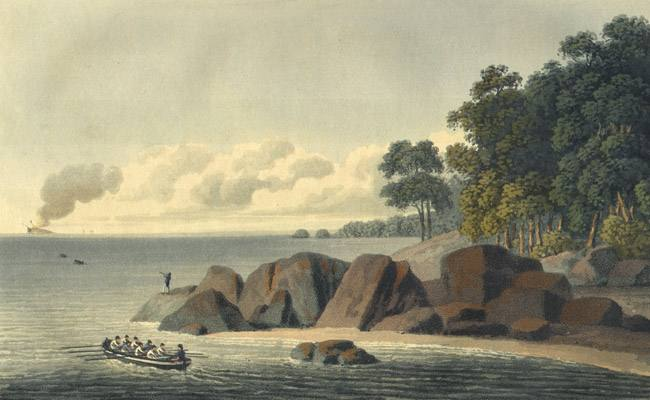
船员从亞嘑士地号逃到普洛利特岛

嘉庆在此次事件中认定小斯当东从中作梗，因此在8月30日和9月6日连续两道命令下发两广总督蔣攸銛，令其禁止洋商收留小斯当东，小斯当东和使团回到广东之后就“一并回国，勿许停留”、“断不许其再来”。蔣攸銛在回复的表文中则进一步提出要将英使来华的失礼之处刊刻成书、公开发行，以此来伸张天朝威仪，令外邦人臣服敬畏；嘉庆并不同意，指示蔣攸銛在广东大摆筵席为其饯行，要求其对北京之事不着片语，“以彰显天朝之大”。
1817年1月1日阿美士德一行和船队在广州会合，使团在3日与广州的英国商馆和美国领事开办了筵席，6日两广总督为使团举办盛大的仪式并向使团转交了嘉庆致英国国王的敕谕，9日行商为阿美士德开饯别宴，13日英国商馆为勒令回国的小斯当东开饯别宴，20日使团从黄埔港口启程回国。1月23日，使团抵达澳门，但澳门当局以为葡萄牙女王举行国丧为由拒绝接待使团，最后是由东印度公司和登岸的英国海军士兵自行为使团举行仪式。1月28日，使团离开澳门，并在2月2日抵达马尼拉。离开马尼拉后，使团驶往爪哇，但是途中亞嘑士地号在加斯帕海峡附近触礁沉没，阿美士德一行人被迫舍船滞留在普洛利特岛，几经波折最终抵达了爪哇岛，并在4月12日转乘东印度公司恺撒号回国，5月27日抵达好望角，停留在开普敦。
6月11日使团离开开普敦，在6月27日抵达圣赫勒拿岛。当1817年3月囚禁在岛上的拿破仑一世得知阿美士德使团即将来访的时候，听说英国人因为不肯磕头遭到驱逐，就止不住地抱怨英国人不懂得入乡随俗遵从中国的礼节。拿破仑同意了阿美士德来访的请求，双方在6月29日单独会面。此前，阿美士德就已经耳闻拿破仑对英国人不入乡随俗的嘲讽，拿破仑多次向身边人讽刺：“如果英国的礼节不是吻手而是吻屁股，是否也要让中国的皇帝脱裤子呢？”然而真正会面时，拿破仑只是耐心听完阿美士德的讲述，没有任何评论，讲述起自己在岛上的境遇。在阿美士德走后，拿破仑曾私下里表示，虽然阿美士德自己有意入乡随俗、遵从中国的礼节，但是他终归是听从了小斯当东的错误意见，才导致使团的失败，拿破仑还反对通过武力打开中国国门的想法。拜访完拿破仑后，使团在7月2日离开圣赫勒拿，8月17日回到了英国。

## 后续

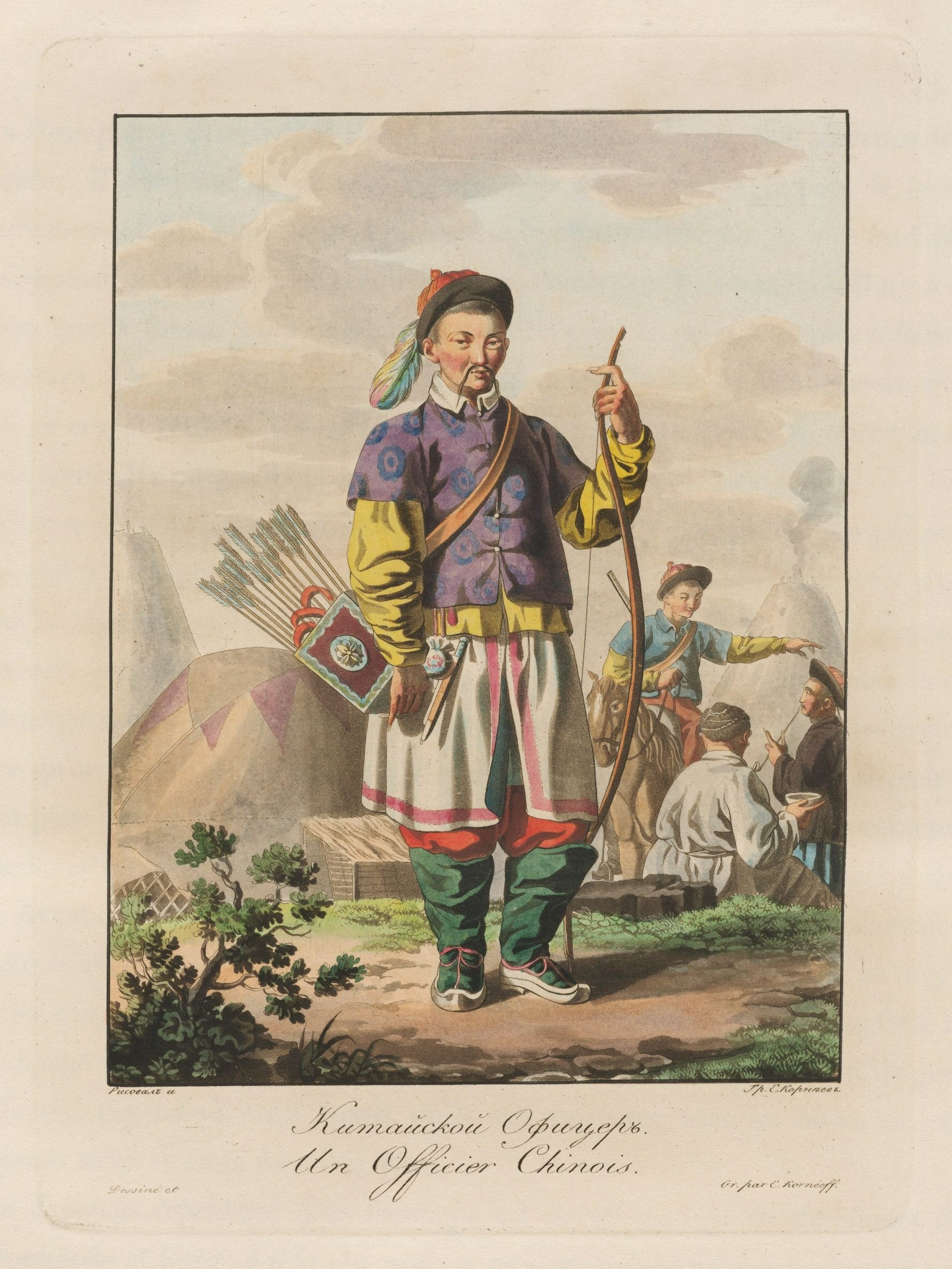
使用弓箭的嘉庆朝军官

### 中國
阿美士德回国之后，时任两江总督、曾任广东巡抚的孙玉庭受召觐见，嘉庆令其讲述英国情形：他先是回忆马戛尔尼来华时候“方该夷人入见时，见其两腿裤袜绷紧，直立而不能曲”，因此不能完整行礼，又称：“（英国人）不得茶葉，則人皆病目。我能制其死，彼必畏懼。况彼國之船過大，內洋水淺，斷不能進折。且最怕火攻，无能为也！彼若妄有干求，必当折以天朝之法度，若势有不能，不必责以中国之仪文。”而当论及英国国力之时，孙玉庭又说：“其富由中国，彼以所有易茶叶，转鬻于附近诸夷，故富耳。然一日无茶则病，禁之则彼穷且蹙，又安能强？”嘉庆因此特别注意控制茶叶的进出口，下令禁止茶叶海运、只允许陆路运输茶叶，以杜绝“通夷”的风险。嘉庆还咨询了两广总督蔣攸銛是否可以从此以后彻底中断中英之间的贸易来往，但蔣攸銛报告称粤海光关税将近七成以上都是来自英商，嘉庆因此断绝了这个念想。
为防止英国人因使团被驱逐在沿海构衅，嘉庆又在1818年调阮元为两广总督，阮元也在当年的1月29日和5月10日两次进言预防英国事务。阮元认为英国在华谋求的无非是商业利益，因此“多镇以威，未便全绥以德，否则贪得无厌，得进一步，将又占一步，而事端反从此启”，并且请示嘉庆预备三策——「停止贸易」、「断粮禁买办」、「攻毁擅闯内洋之船」；但嘉庆则对自身武力并不信重，反而以“我兵未必甚壮也”要求阮元谨慎使用武力。孙玉庭对英人的见解及“以商制夷”的思想，也为道光朝君臣所继承，乃至于林则徐到广东查办鸦片之时仍计划「以商制夷」，而琦善等人依然坚信英人没有茶叶即会“大便不通立死”、“其富由中国”的说法。
嘉庆颁给英王的国书返抵英國后，一直原封不动保留在英国外交部，直到1891年該部整理文件，发现有中国方面檔案，请求中国使馆代认；经由时任清朝驻英使馆参赞、身为马戛尔尼后裔的马格理辨别，由黄绫重重包裹、内含满、汉、拉三语版本敕谕的原匣被带到中国使馆，最后到了清朝驻英公使薛福成手上。

### 英国
相较于马戛尔尼访华，阿美士德使团对中国的态度进一步恶化。马戛尔尼所见到的中国正处于康乾盛世的末尾，他所见到的乾隆皇帝具有“卓越的理解能力、不平凡的心灵活力和果断的气质”，而阿美士德所见证的中国正处于嘉道中衰，嘉庆皇帝本人则是“最为刚愎自用之人”，也是广州贸易纠纷的真正原因。虽然马戛尔尼认为中国军事力量薄弱，但就对华外交仍「心存幻想」，而阿美士德认为中国人以自我为中心的优越感，令任何平等的外交渠道都无法改变同中国的贸易，这也为后来的鸦片战争埋下伏笔。此后，英国政府放弃了通过派遣外交使团改善双边关系、促进贸易利益的做法。
使团通过对中国的观察，进一步摒弃了对其政治体制的幻想——即清廷才是阻碍中外交往和社会进步的主要因素——使团一行人及参與过使团的广州商馆成员认定，清政府乃专制独裁的殘暴政权，除了限制贸易、鼓动排外之外，还在中国社会内部以极其不人道的方式迫害民众、压制反抗。使团船队成员之一的麦克劳德认为，清政府通过愚民政策让其民众相信其统治“臻于至善”（at the summit of perfection），实际上则是“通过禁止一切创新和改良，建立起一套倒行逆施、压抑人性智识的恶政”（the absurd tyranny of fettering the human understanding, by forbidding all innovation and improvement）。英国人在和中国朝廷打交道的过程中，深刻感受到了对方欺软怕硬、害怕英国人惹事的作风，因此更加倾向于以强硬的态度维护自身利益。虽然东印度公司高层放弃了从外部改变中国的想法，转而要求广州商馆卑躬屈膝以保全贸易利益、配合官府制止在华散商的不法行为，中英关系在此后经历十多年的相对平静，但与此同时英国的散商势力依旧日益壮大，和东印度公司、广州当局的矛盾也愈演愈烈，并最终取代了东印度公司在华贸易中的地位，推动伦敦当局以更强硬的姿态面对中国。
小斯当东回国后，經购买议席晉身英国国会议员。虽然他在擔任议员期间，以国会对华问题专家身份极力维护东印度公司的垄断地位，並反对鸦片贸易，但当1840年中英之间再度因为贸易爆发冲突时，小斯当东仍在下议院演说支持对华战争：“正在准备中的这场战争是世界级的战争，其结局将会产生不可估量的影响……尽管很遗憾，但我还是认为这场战争是正确的，而且也是必要的。”

### 译名
如无特别说明，以下译名均依照名从主人的原则，以王宏志所引用的当时文献为准；职务译自史蒂文森的职位清单英文原文。
1. ↑  英語：/葡萄牙語：，葡澳当局登记时将其姓氏Robert改为Robart。[22]
2. ↑  英語：，又译作汉特号。[25]
3. ↑  英語：，来自苏格兰的贵族家庭，父亲是东印度公司时任董事长。[38][39]
4. ↑  英語：，又译阿爾塞斯特號，译名出自《香港杂记》。[55]
5. ↑  英語：，又譯林拉號，译名出自《香港杂记》。[55]
6. ↑  英語：，即小斯当东，在使团中担任副使。
7. ↑  英語：，正式职务为特命全权大使。
8. ↑  英語：，又译作亨利·埃利斯[57]，担任使团职位排名第三的使团秘书。
9. ↑  英語：，担任使团汉语秘书。
10. ↑  英語：，又译德庇時、爹核士，即后来的第二任香港总督。
11. ↑  英語：，担任使团汉语秘书。
12. ↑  英語：，担任使团汉语秘书。
13. ↑  英語：，阿美士德长子，担任特使侍从官。
14. ↑  英語：，此人实际职务为使团执行秘书兼特使私人秘书。
15. ↑  英語：，随船牧师。
16. ↑  英語：，随船生物学家。
17. ↑  英語：，随船医生。
18. ↑  英語：，义务医疗助理，不领薪水。
19. ↑  英語：，随船画家。
20. ↑  英語：，卫队指挥官、海军上尉。
21. ↑  英語：，卫队军官、海军上尉。
22. ↑  英語：，礼品管理员兼会计和审计。
23. ↑  英語：，随船生物学家亚比利的助手。
24. ↑  英語：，亞嘑士地号海军见习士官。
25. ↑  英語：，随船见习士官。
26. ↑  英語：，系另一位同名爵士（英语：Theo Metcalfe）的叔叔，广州商馆特选委员会成员。[68][69]译名见于英国档案中的中文稟文。[70]
27. ↑  英語：，时任奥兰多号船长。[71][72]
28. ↑  英語：，时任职于亞嘑士地号。[164]

### 注解
1. ↑  基于当时的中国外交制度，广州的外国商人没有直接和官府交涉的权利，只能转由行商以禀帖的形式报告官府。基于这一规定，地方官员往往会拒绝接受违反规定的书信，乃至于在华的外国人之间通讯也要受到影响。而在英国人看来，“禀”本指下级官员向上级官员汇报，因此并不平等。[45]此外，英国人还认为地方当局通过禀帖制度提交的翻译件内容极不可靠，扭曲了英国人文书的原意，令英国人遭受冤屈。[46]
2. ↑  马戛尔尼使团访华回国后，乾隆曾经下旨欢迎英国再度遣使访华，届时使节可以在广州登陆，乾隆将派人到广州迎接。[79]
3. ↑  虽然英文作“Hong Kong”，同今日的香港岛，但在当时马礼逊和德庇时都认为“Hong Kong”只是今日的香港岛上一条名叫“红江”的河流，使团成员在记载中往往将其指代为整个岛屿。[80]
4. ↑  关于马戛尔尼使团是否真的向乾隆三跪九叩，历来记载不一，史学家尚存在争议。[95]在本文中所有中国方面官员及嘉庆皇帝本人都认为马戛尔尼有过三跪九叩的先例，认定小斯当东可以佐证此事，嘉庆皇帝是此事的亲历者。马戛尔尼使团的爱尔兰裔代筆文带（Edward Winder）记录“下跪九次”（kneeling nine times to the ground），未言叩首。小斯当东在其日记原稿中，稱面见乾隆時「單膝下跪，俯首向地」（went upon one knee and bowed our heads to the ground），後一筆劃去「向地」。而约翰巴罗和马戛尔尼所写的官方报告否定了马戛尔尼曾经下跪的情节。虽然阿美士德一再坚持根据马戛尔尼的“先例”，但嘉庆认为英使的行礼不如马戛尔尼。[96][97]

### 引用
1. ↑  王宏志 2015，第53頁.
2. ↑  邓海成. . 边疆经济与文化. 2013, (10)  [2024-03-15]. （原始内容存档于2024-10-07）.
3. ↑  施晔. . 文艺研究. 2020, (4)  [2024-02-15]. （原始内容存档于2024-02-15）.
4. 1 2 3 4  陈连营. . 张玉芬  (编). . 北京: 紫禁城出版社. 2003  [2024-02-22]. ISBN 9787800473845. （原始内容存档于2024-02-22）.
5. 1 2  李尚英. . 中国社会科学院研究生院学报. 1999  [2024-03-15]. （原始内容存档于2024-03-15）.
6. ↑  张国骥. . 人民论坛. 2013-09-12  [2024-10-04]. （原始内容存档于2024-10-07）.
7. ↑  马廉颇 2003，第139-140頁.
8. ↑  吴义雄. . 历史研究. 2005, (1)  [2024-03-01]. （原始内容存档于2024-03-01）.
9. 1 2  Greenberg 1964，第46-64頁.
10. 1 2 3  吴义雄. . 学术研究. 2018, (6)  [2024-03-15]. doi:10.3969/j.issn.1000-7326.2018.06.014. （原始内容存档于2024-03-15）.
11. ↑  王开玺 2009，第196-203頁.
12. ↑  Peyrefitte 2007，第559-564頁.
13. 1 2  Stevenson 2020，第33-34頁.
14. ↑  王开玺 2009，第211-212頁.
15. ↑  Stevenson 2020，第34-36頁.
16. ↑  Peyrefitte 2007，第565-566頁.
17. 1 2 3  江滢河. . 广东社会科学. 2013-09-24, (2)  [2024-02-13]. （原始内容存档于2024-02-13）.
18. 1 2 3 4  李婧; 杨慧玲. . 紫禁城. 2022, (10)  [2024-02-12]. （原始内容存档于2024-02-12）.
19. ↑  Stevenson 2020，第46-47頁.
20. ↑  侯毅 2020，第161頁.
21. ↑  侯毅 2020，第161-163頁.
22. ↑  . Macanese Library. 2024-04-27  [2024-06-12]. （原始内容存档于2024-10-07） （英语）.
23. ↑  冷东; 沈晓鸣. . 历史档案. 2014, (2).
24. 1 2  吴义雄. . 史学月刊. 2018, (3).
25. ↑  吴志良; 汤开建; 金国平 (编). . 广州: 广东人民出版社. 2009: 1357. ISBN 978-7-218-06327-0.
26. ↑  Dennett, Tyler. . Macmillan. 1922: 82–83.
27. ↑  王开玺 2009，第214-215頁.
28. ↑  Stevenson 2020，第54-59頁.
29. ↑  丁雄飞. . 澎湃新闻. 2022-07-03  [2024-02-15]. （原始内容存档于2024-02-15）.
30. ↑  侯毅 2020，第163頁.
31. ↑  Stevenson 2020，第63-64頁.
32. ↑  Stevenson 2020，第63-68頁.
33. 1 2  侯毅 2020，第175頁.
34. ↑  Stevenson 2020，第68-70頁.
35. ↑  Stevenson 2020，第65-66頁.
36. ↑  Stevenson 2020，第67,70頁.
37. ↑  Stevenson 2020，第70-72頁.
38. ↑  Makepeace, Margaret. . Untold Lives Blogs. British Library. 2017-02-09 （英语）.
39. ↑  . : 45–48  [2024-10-03]. （原始内容存档于2024-10-07）.
40. ↑  侯毅 2020，第178-179頁.
41. ↑  Stevenson 2020，第67-71頁.
42. ↑  Salmon, Philip; Healey, Robin. . The History of Parliament. 2009  [2024-02-18]. （原始内容存档于2024-02-18）.
43. ↑  Stevenson 2020，第69-70頁.
44. ↑  王开玺 2009，第215頁.
45. ↑  郭卫东.  (PDF). 历史研究. 2000, (3).
46. ↑  侯毅 2020，第69頁.
47. ↑  Stevenson 2020，第120-122頁.
48. ↑  Stevenson 2020，第93-103頁.
49. ↑  冯尔康. . 安徽大学学报(哲学社会科学版). 2018, (5). doi:10.13796/j.cnki.101-5019.2018.05.09.
50. ↑  Stevenson 2020，第107頁.
51. ↑  Stevenson 2020，第92-120頁.
52. ↑  王开玺 2009，第215-217頁.
53. ↑  Stevenson 2020，第99, 108-109頁.
54. ↑  Stevenson 2020，第92-114頁.
55. 1 2  陳鏸勳.  (PDF). 由莫世祥整理. 香港: 三聯書店(香港)有限公司. 2018: 10  [2024-10-03]. ISBN 9789620440533. （原始内容存档 (PDF)于2024-10-07）.
56. ↑  Stevenson 2020，第90-120頁.
57. ↑  Ellis 2013.
58. ↑  Ellis 2013，第45頁.
59. ↑  王宏志 2015，第92頁.
60. 1 2  Stevenson 2020，第89-90頁.
61. ↑  王宏志 2015，第57-70頁.
62. ↑  王宏志 2015，第70-86頁.
63. ↑  侯毅 2020，第187頁.
64. ↑  Abel 2012，第1頁.
65. ↑  Abel 2012，第7-8頁.
66. ↑  Abel 2012，第23頁.
67. ↑  Morse 2016，第290頁.
68. ↑  Chichester, Henry Manners.  . 维基文库. 1885-1900, 37: pp. 308 （英文）.
69. 1 2  Morrison 1820，第10-12頁.
70. ↑  湯開建. . 澳門學. 2022, (1): 56-99. ISSN 2788-9165.
71. ↑  Woodhead, Joseph.  . 维基文库. 1849: pp. 308 （英文）.
72. ↑  Morrison 1820，第10頁.
73. ↑  王开玺 2009，第217-218頁.
74. ↑  侯毅 2020，第180頁.
75. ↑  Morse 2016，第291頁.
76. 1 2  王开玺 2009，第219頁.
77. ↑  侯毅 2020，第180-182頁.
78. ↑  Abel 2012，第56頁.
79. ↑  王开玺 2009，第209頁.
80. ↑  王宏志. . 澎湃新闻. 2019-12-28  [2024-03-14]. （原始内容存档于2024-03-14）.
81. ↑  Abel 2012，第58頁.
82. ↑  Morse 2016，第292頁.
83. ↑  侯毅 2020，第183-186頁.
84. ↑  Abel 2012，第62頁.
85. ↑  侯毅 2020，第186-187頁.
86. 1 2  Abel 2012，第66頁.
87. ↑  Stevenson 2020，第147頁.
88. ↑  Ellis 2013，第47頁.
89. ↑  Ellis 2013，第54, 62頁.
90. ↑  Abel 2012，第66-67頁.
91. ↑  王开玺 2009，第220-221頁.
92. ↑  侯毅 2020，第188-189頁.
93. ↑  侯毅 2020，第189-194頁.
94. ↑  王开玺 2009，第220-222頁.
95. ↑  刘玉.  (PDF). 故宫博物院院刊. 2017, (3)  [2024-03-17]. （原始内容存档 (PDF)于2024-03-17）.
96. ↑  侯毅 2020，第197頁.
97. ↑  黃一農 2007，第51頁.
98. ↑  Ellis 2013，第64-65頁.
99. ↑  黃一農 2007，第59頁.
100. ↑  王开玺 2009，第222-223頁.
101. ↑  萧致治 & 杨卫东 1985，第304頁.
102. ↑  侯毅 2020，第198-199頁.
103. ↑  王开玺 2009，第220頁.
104. ↑  黃一農 2007，第60頁.
105. ↑  黃一農 2007，第60-61頁.
106. ↑  侯毅 2020，第200-202頁.
107. ↑  黃一農 2007，第61-62頁.
108. 1 2 3  王开玺 2009，第227-228頁.
109. ↑  Ellis 2013，第78-79頁.
110. 1 2  王宏志.  (PDF). 編譯論叢. 2010, 3 (1)  [2024-03-16]. doi:10.29912/CTR.201003.0001. （原始内容存档 (PDF)于2024-03-16）.
111. ↑  黃一農 2007，第61頁.
112. ↑  侯毅 2020，第199-202頁.
113. ↑  Ellis 2013，第95-96頁.
114. ↑  黃一農 2007，第62頁.
115. ↑  侯毅 2020，第202-203頁.
116. ↑  侯毅 2020，第203頁.
117. ↑  侯毅 2020，第206-207頁.
118. ↑  黃一農 2007，第62-63頁.
119. ↑  王开玺 2009，第229頁.
120. ↑  侯毅 2020，第207頁.
121. ↑  侯毅 2020，第203-204頁.
122. 1 2  黃一農 2007，第64頁.
123. ↑  王开玺 2009，第230-232頁.
124. ↑  Stevenson 2020，第215-219頁.
125. ↑  黃一農 2007，第65-66頁.
126. 1 2  王开玺 2009，第232頁.
127. ↑  侯毅 2020，第209頁.
128. ↑  黃一農 2007，第66頁.
129. ↑  Peyrefitte 2007，第586-587頁.
130. ↑  Stevenson 2020，第227-230頁.
131. 1 2  王开玺 2009，第231-233頁.
132. ↑  高昊 2019，第67-69頁.
133. ↑  Stevenson 2020，第247-248頁.
134. ↑  Stevenson 2020，第248-249, 367-368頁.
135. ↑  胡梦飞. . 档案与建设. 2020, (6)  [2024-03-15]. （原始内容存档于2024-10-07）.
136. ↑  胡梦飞; 乔海燕. . 重庆第二师范学院学报. 2020, (5).
137. ↑  高昊 2019，第70頁.
138. ↑  Stevenson 2020，第368-376頁.
139. ↑  Stevenson 2020，第248-249頁.
140. ↑  高昊 2019，第69-78頁.
141. ↑  吴尹清. . 江南社会学院学报. 2018, 20 (1)  [2024-03-15]. （原始内容存档于2024-10-07）.
142. ↑  Park, Jaechan; Yeara, Ahn-Park. . The Kukmin Daily. 2016-09-12  [2024-03-16]. （原始内容存档于2024-03-16）.
143. ↑  Jung, Min-ho. . The Korea Times. 2017-09-14  [2024-03-16]. （原始内容存档于2024-03-16）.
144. ↑  James Huntley Grayson. . Sungkyun Journal of East Asian Studies. 2007-04, 7 (1)  [2024-02-18]. doi:10.21866/ESJEAS.2007.7.1.001. （原始内容存档于2024-03-14）.
145. ↑  刘啸虎. . 李庆新  (编).  第十六辑. 北京: 社会科学文献出版社. 2020: 126–140. ISBN 978-7-5201-7160-1.
146. ↑  马廉颇 2003，第205-206頁.
147. ↑  黃一農 2007，第67頁.
148. ↑  Stevenson 2020，第270-272頁.
149. ↑  王开玺 2009，第235-236頁.
150. ↑  侯毅 2020，第209-210頁.
151. ↑  Stevenson 2020，第376頁.
152. ↑  Abel 2012，第223-268頁.
153. ↑  Ellis 2013，第307-316頁.
154. ↑  Ellis 2013，第317頁.
155. ↑  Peyrefitte 2007，第589-596頁.
156. ↑  Ellis 2013，第320頁.
157. ↑  黃一農 2007，第67-68頁.
158. ↑  孙占元. . 东岳论丛. 1994, (4)  [2024-03-17]. （原始内容存档于2024-03-17）.
159. ↑  马廉颇 2003，第154-156頁.
160. ↑  王开玺. . 近代史研究. 1995, (6).
161. ↑  王宏志 2015，第85-86頁.
162. ↑  张顺洪. . 近代史研究. 1992, (3)  [2024-03-15]. （原始内容存档于2024-10-07）.
163. ↑  萧致治 & 杨卫东 1985，第307頁.
164. ↑  Laughton, John Knox.  . 维基文库. 1885-1900, 35: pp. 213-214 （英文）.
165. ↑  高昊 2019，第78-85頁.
166. ↑  Greenberg 1964，第65-67頁.
167. ↑  Peyrefitte 2007，第597-601頁.
168. ↑  左远波; 郭福祥. . . 北京: 时事出版社. 2002: 282. ISBN 9787800096631.
169. ↑  侯毅 2020，第243-269頁.
170. ↑  王宏志 2015.
171. ↑  Stevenson 2020，第341-343頁.

### 集刊
- 黃一農.  (PDF). 歷史語言研究所集刊 (台北: 中央研究院歷史語言研究所). 2007, 第七十八本 (第一分): 35–106  [2024-02-12]. ISSN 1012-4195. doi:10.6355/BIHPAS.200703.0035. （原始内容存档 (PDF)于2024-02-12）.
- 王宏志. . 王宏志  (编).  2015. 上海: 复旦大学出版社. 2015: 52–99. ISBN 978-7309119909.

### 书籍
- Abel, Clarke.  [中国旅行记(1816-1817年）：阿美士德使团医官笔下的清代中国]. 由刘海岩翻译. 上海: 上海古籍出版社. 2012 [1819]. ISBN 9787532566563.
- Ellis, Henry.  [阿美士德使团出使中国日志]. 由刘天路; 刘甜甜翻译. 北京: 商务印书馆. 2013 [1817]. ISBN 9787100099844.
- Morse, H. B.  [东印度公司对华贸易编年史（1635—1834）]. 由区宗华翻译. 林树惠校对. 广州: 广东人民出版社. 2016 [1926]. ISBN 9787218079172.
- 萧致治; 杨卫东. . 武汉: 湖北人民出版社. 1985.
- Greenberg, Micheal.  [鸦片战爭前中英通商史]. 由康成翻译. 北京: 商务印书馆. 1964 [1951]. CSBN 11017·94.
- Peyrefitte, Alain.  [停滞的帝国：两个世界的撞击]. 北京: 生活·读书·新知三联书店. 2007 [1989]. ISBN 9787108026934.
- 马廉颇. . 北京: 人民出版社. 2003.
- 王开玺. . 北京: 人民出版社. 2009. ISBN 978-7-01-007781-9.
- 高昊. . Manchester: Manchester University Press. 2019. ISBN 978-1-5261-3342-7.
- 侯毅. . 北京: 中国社会科学出版社. 2020. ISBN 978-7-5203-6065-4.
- Stevenson, Caroline M. . The Australian National University Press. 2020  [2024-03-15]. ISBN 9781760464080. doi:10.22459/BSEC.2020. （原始内容存档于2024-04-11）.
- Morrison, Robert. . London. 1820 （英语）.